# كأس العالم للسيدات 2023
كأس العالم للسيدات 2023 هي النسخة التاسعة من بطولة كأس العالم لكرة القدم للسيدات، وهي البطولة الدولية الرباعية التي تتنافس فيها المنتخبات الوطنية النسائية، وينظمها الاتحاد الدولي لكرة القدم (فيفا). أُقيمت البطولة في الفترة الممتدة من 20 يوليو حتى 20 أغسطس 2023، واستضافتها بشكل مشترك أستراليا ونيوزيلندا، في سابقة هي الأولى من نوعها في تاريخ البطولة. كانت هذه النسخة أول كأس عالم للسيدات تُنظَّم في أكثر من دولة مضيفة، وأول بطولة تُقام عبر اتحادين قاريين مختلفين، إذ تنتمي أستراليا إلى الاتحاد الآسيوي لكرة القدم، بينما تُعد نيوزيلندا جزءًا من اتحاد أوقيانوسيا. كما شكّلت هذه الدورة حدثًا تاريخيًا بكونها أول نسخة لكأس العالم للسيدات تُقام في نصف الكرة الجنوبي.
شهدت هذه البطولة للمرة الأولى اعتماد نظام موسّع يضم 32 منتخبًا بدلًا من 24، مُحاكيةً بذلك صيغة كأس العالم للرجال المعتمدة بين عامي 1998 و2022. وقد افتتحت المنافسات بفوز نيوزيلندا، إحدى الدولتين المضيفتين، على النرويج في مباراة الافتتاح التي أُقيمت في ملعب إيدن بارك بمدينة أوكلاند في 20 يوليو 2023، محققةً بذلك أول انتصار لها في تاريخ مشاركاتها في كأس العالم للسيدات.
تُوّجت إسبانيا باللقب بعد فوزها في المباراة النهائية على إنجلترا، بطل أوروبا آنذاك، بنتيجة 1–0. شكّل هذا التتويج أول لقب عالمي لإسبانيا في فئة السيدات، وأول فوز لمنتخب أوروبي بالبطولة منذ عام 2007، إلا أن هذا الإنجاز شابته تداعيات قضية روبياليس. أصبحت إسبانيا بذلك ثاني دولة في التاريخ تفوز بكأس العالم للرجال والسيدات، بعد ألمانيا التي حققت ذلك الإنجاز في نسخة 2003. كما أصبحت أول دولة تحرز في آنٍ واحد ألقاب كؤوس العالم لفئات الناشئات تحت 17 سنة، وتحت 20 سنة، والفئة الأولى للسيدات. نالت السويد الميدالية البرونزية للمرة الرابعة في تاريخ مشاركاتها، فيما حققت أستراليا، الدولة المضيفة الأخرى، أفضل إنجاز لها على الإطلاق ببلوغ المركز الرابع. فازت اليابانية هيناتا ميزاوا بجائزة الحذاء الذهبي بعد تسجيلها خمسة أهداف في البطولة، بينما اختيرت الإسبانية أيتانا بونماتي أفضل لاعبة في البطولة، متوجةً بـ الكرة الذهبية، في حين نالت مواطنتها سلمى بارالويلو جائزة أفضل لاعبة شابة. توجت الإنجليزية ماري إيربز بلقب أفضل حارسة مرمى بعد فوزها بجائزة القفاز الذهبي.
كان المنتخب المغربي الوحيد من بين المنتخبات الثمانية التي شاركت للمرة الأولى في كأس العالم للسيدات الذي نجح في بلوغ دور الـ16، وخرج على يد فرنسا في مواجهة عكست نتيجة مماثلة لتلك التي جمعت المنتخبين في نصف نهائي كأس العالم للرجال في قطر، حين تغلبت فرنسا أيضًا على المغرب. أما الولايات المتحدة، حاملة اللقب في النسختين السابقتين، فقد ودّعت البطولة من دور الـ16 على يد السويد، في مفاجأة تاريخية، إذ كانت تلك أول مرة لا تبلغ فيها الولايات المتحدة نصف النهائي، وأول مرة يُقصى فيها حامل اللقب قبل ربع النهائي.
قدّمت أستراليا، المعروفة بلقب "الماتيلداس" (The Matildas)، أداءً فاق التوقعات، إذ شهدت البطولة حالة من الاصطفاف الوطني حول المنتخب النسائي، حين اجتمع الأستراليون والأستراليات على دعم لاعباتهم. وتمكن الماتيلداس من بلوغ نصف النهائي لأول مرة في تاريخهن، بعد فوزهن على فرنسا، وشهدت مبارياتها أرقامًا قياسية في نسب المشاهدة. إذ أصبحت خسارتهن أمام إنجلترا بنتيجة 3–1 أكثر بث تلفزيوني مشاهدة في تاريخ أستراليا، بمتوسط مشاهدة بلغ 7.13 ملايين مشاهد، وذروة مشاهدة وصلت إلى 11.15 مليون مشاهد.
سجّلت هذه النسخة أعلى نسبة حضور جماهيري في تاريخ البطولة منذ انطلاقتها.

## خلفية
تُعد كأس العالم لكرة القدم للسيدات بطولة احترافية للمنتخبات الوطنية النسائية في كرة القدم، ينظّمها الاتحاد الدولي لكرة القدم (فيفا). وتُقام البطولة كل أربع سنوات، وتأتي عادةً بعد عام واحد من إقامة كأس العالم للرجال. انطلقت نسختها الأولى عام 1991 في الصين، ووُسِّع عدد المنتخبات المشاركة ليبلغ 32 منتخبًا اعتبارًا من نسخة عام 2023. تُقام منافسات البطولة بنظام دور المجموعات الذي يضم ثماني مجموعات، يعقبه دور خروج المغلوب يبدأ من ثمن النهائي بمشاركة 16 منتخبًا متأهلًا. دخلت الولايات المتحدة هذه النسخة بصفتها حاملة اللقب، بعد فوزها على هولندا بهدفين دون رد في نهائي نسخة 2019. أُقيمت نسخة عام 2023 على مدى شهرٍ كامل، من 20 يوليو إلى 20 أغسطس، في كلٍّ من أستراليا ونيوزيلندا. وتميّزت هذه النسخة بكونها أول بطولة كأس عالم للسيدات تُنظَّم بشكل مشترك بين دولتين، وأول بطولة عالمية لفئة الكبار تُقام عبر أكثر من اتحاد قاري، إذ تنتمي أستراليا إلى الاتحاد الآسيوي لكرة القدم، بينما تُعد نيوزيلندا جزءًا من اتحاد أوقيانوسيا. كما أنها كانت أول بطولة عالمية لفئة الكبار تُقام في قارة أوقيانوسيا، وأول نسخة لكأس العالم للسيدات تُنظّم في نصف الكرة الجنوبي، وثالث نسخة تُقام في منطقة آسيا والمحيط الهادئ، بعد نسختي 1991 و2007.

### جدول المباريات
أعلن الاتحاد الدولي لكرة القدم عن الجدول الزمني للمباريات في 1 ديسمبر 2021، فيما جرى تأكيد مواعيد انطلاق المباريات في 24 أكتوبر 2022، وذلك بعد يومين من إجراء قرعة البطولة النهائية.
افتُتحت البطولة بمباراة جمعت نيوزيلندا، إحدى الدولتين المضيفتين، والنرويج، في 20 يوليو 2023، على أرضية ملعب إيدن بارك. أمّا أولى مباريات البطولة التي أُقيمت على الأراضي الأسترالية، فقد جمعت بين منتخب أستراليا ومنتخب جمهورية أيرلندا في اليوم ذاته على ملعب أستراليا، وذلك بعد نقل المباراة إليه بسبب الإقبال الجماهيري الكبير على التذاكر.

### الجوائز المالية
بلغت القيمة الإجمالية للجوائز المالية في هذه النسخة 110 مليون دولار أمريكي، أي بزيادة قدرها 80 مليون دولار مقارنة بالنسخة السابقة.
اعتمدت في نسخة 2023 آلية جديدة تُمكّن اللاعبين أنفسهم من تلقي جزء مباشر من الجوائز، في حين كانت الجوائز تُمنح في النسخ السابقة للبطولة إلى الاتحادات الوطنية فقط، وذلك استجابةً لتقارير متكررة عن حجب بعض الاتحادات الوطنية الجوائز عن اللاعبات أو امتناعها عن دفع مستحقاتهن بشكل كامل. وجهت نقابة اللاعبين العالمية "فيفبرو" في مارس 2023 رسالة إلى الفيفا، موقّعة من عدد كبير من اللاعبات من مختلف أنحاء العالم، تطالب فيها بـتحقيق المساواة في قيمة الجوائز المالية بين بطولتي الرجال والسيدات، وبضمان أن لا يقل نصيب اللاعبات عن 30% من إجمالي الجوائز. ورغم أن الفيفا لم يُسوِّ الجوائز المالية مع ما هو معمول به في بطولة الرجال، إلا أنه رفعها بشكل ملحوظ، مع تخصيص أكثر من نصف القيمة الإجمالية لتُدفع مباشرةً للاعبات.
أعلن رئيس الفيفا جياني إنفانتينو قبيل انطلاق البطولة أن المدفوعات ستُسلَّم للاتحادات، مؤكدًا أن الفيفا يعتزم إجراء تدقيقات على هذه الاتحادات للتأكد من وصول الأموال إلى اللاعبات. أثارت هذه التصريحات مخاوف من قبل بعض الإداريين في كرة القدم، مثل ليز كلافينس، التي عبّرت عن قلقها من أن هذا النهج قد يُعد تراجعًا عن الوعود السابقة، ويؤثر سلبًا في مصداقية الفيفا. أقرّ إنفانتينو خلال البطولة بأن الفيفا اكتفى بإصدار توصيات للاتحادات بشأن ما ينبغي دفعه للاعبات، دون أن يتمكّن من فرض رقابة فعلية على آلية التنفيذ.
| الترتيب                                            | عدد الفرق | المبلغ (بالدولار الأمريكي) | المبلغ (بالدولار الأمريكي) | المبلغ (بالدولار الأمريكي) |
| الترتيب                                            | عدد الفرق | للاتحاد                    | للاعبة*                    | مجموع                      |
| -------------------------------------------------- | --------- | -------------------------- | -------------------------- | -------------------------- |
| البطل                                              | 1         | $4,290,000                 | $270,000                   | $10,500,000                |
| الوصيف                                             | 1         | $3,015,000                 | $195,000                   | $7,500,000                 |
| المركز الثالث                                      | 1         | $2,610,000                 | $180,000                   | $6,750,000                 |
| المركز الرابع                                      | 1         | $2,455,000                 | $165,000                   | $6,250,000                 |
| من الخامس إلى الثامن (ربع النهائي)                 | 4         | $2,180,000                 | $90,000                    | $17,000,000                |
| من التاسع إلى السادس عشر (دور الـ16)               | 8         | $1,870,000                 | $60,000                    | $26,000,000                |
| من السابع عشر إلى الثاني والثلاثون (دور المجموعات) | 16        | $1,560,000                 | $30,000                    | $36,000,000                |
| Total                                              | 32        | $110,000,000               | $110,000,000               | $110,000,000               |

## اختيار الدولة المضيفة
بدأت عملية التقدّم لاستضافة كأس العالم للسيدات 2023 في 19 فبراير 2019. وكان يتعيّن على الاتحادات المؤهلة الراغبة في تنظيم البطولة تقديم إعلان نية الاستضافة في موعد أقصاه 15 مارس، على أن تُقدَّم وثائق التسجيل الكاملة للعرض بحلول 16 أبريل. قام الفيفا لاحقًا بمراجعة الجدول الزمني لعملية الترشّح، وذلك بعد قراره الصادر في 31 يوليو بتوسيع البطولة لتشمل 32 منتخبًا بدلًا من 24. وبناءً على التعديلات الجديدة، أُتيح للاتحادات الأخرى المهتمة بالاستضافة فرصة حتى 16 أغسطس لتقديم إعلان نيتها، بينما حدّد الفيفا يوم 2 سبتمبر موعدًا نهائيًا لتقديم ملفات التسجيل الكاملة من قبل الاتحادات الجديدة المنضمة لسباق الاستضافة، وكذلك لتأكيد مشاركة الاتحادات التي سبق أن تقدّمت بعروضها.
أبدت تسع دول في البداية رغبتها في استضافة البطولة، وهي: الأرجنتين، أستراليا، بوليفيا، البرازيل، كولومبيا، اليابان، كوريا الجنوبية (التي أعربت عن اهتمامها بتقديم ملف مشترك مع كوريا الشمالية)، نيوزيلندا، وجنوب أفريقيا. كما أبدت بلجيكا اهتمامها بالمشاركة في الترشح بعد المهلة الجديدة التي حددها الفيفا، لكنها سرعان ما انسحبت، شأنها في ذلك شأن بوليفيا، وذلك في سبتمبر 2019. أعلنت أستراليا ونيوزيلندا في وقت لاحق عن دمج ملفيهما في عرض مشترك لاستضافة البطولة. وانضم إلى هذا الملف المشترك كل من البرازيل، وكولومبيا، واليابان، حيث قدمت هذه الدول ملفات الترشّح الرسمية إلى الفيفا بحلول 13 ديسمبر. أعلنت كل من البرازيل واليابان سحب ترشّحهما في يونيو 2020 قبيل التصويت النهائي، مما قلّص عدد العروض المتبقية.
فاز العرض المشترك المقدّم من أستراليا ونيوزيلندا بحق استضافة كأس العالم للسيدات 2023 في 25 يونيو 2020. جاء القرار عقب تصويت أجراه مجلس الفيفا، حيث حصل العرض الفائز على 22 صوتًا، متقدّمًا على عرض كولومبيا الذي نال 13 صوتًا. لم يسبق لأيٍّ من الدولتين أن استضافت بطولة كبرى للفيفا على مستوى المنتخبات الأولى. شكّلت هذه النسخة سابقة تاريخية من عدّة جوانب، إذ كانت أول نسخة من كأس العالم للسيدات تُقام في أكثر من دولة، والثانية في تاريخ بطولات كأس العالم عمومًا بعد كأس العالم 2002 التي نُظمت في كوريا الجنوبية واليابان. كما كانت هذه البطولة أول نسخة تُقام في نصف الكرة الجنوبي، وأول بطولة كبرى للفيفا تُنظّم في قارة أوقيانوسيا، فضلًا عن كونها أول بطولة تنظمها دول من اتحادات قارية مختلفة، إذ تنتمي أستراليا إلى الاتحاد الآسيوي، في حين تنتمي نيوزيلندا إلى اتحاد أوقيانوسيا. أصبحت أستراليا ثاني دولة من الاتحاد الآسيوي لكرة القدم تستضيف نهائيات كأس العالم للسيدات، بعد أن سبق للصين استضافتها في نسختي 1991 و2007.
| أستراليا ونيوزيلندا | 22 |
| كولومبيا            | 13 |
| مستبعدين            | 2  |
| إجمالي الأصوات      | 35 |
| الأغلبية المطلوبة   | 18 |

## نظام البطولة
اقترح جياني إنفانتينو في يوليو 2019 توسيع بطولة كأس العالم للسيدات من 24 إلى 32 منتخبًا اعتبارًا من نسخة 2023، مع مضاعفة قيمة الجوائز المالية المخصصة للبطولة. جاء هذا الاقتراح في أعقاب النجاح الكبير الذي حققته نسخة 2019 في فرنسا، وكذلك نسخة 2015 التي شهدت، بعد توسيعها من 16 إلى 24 منتخبًا، رقمًا قياسيًا في الحضور الجماهيري بين جميع بطولات الفيفا باستثناء كأس العالم للرجال. أتاح التوسيع بمشاركة ثمانية منتخبات إضافية فرصة أوسع للاتحادات الوطنية للتأهل إلى النهائيات، مما عزّز من نمو قاعدة اللعبة وتزايد احترافيتها على مستوى العالم.

صادق مجلس الفيفا بالإجماع في 31 يوليو 2019 على توسيع البطولة إلى 32 منتخبًا موزّعة على ثماني مجموعات، تضم كل واحدة أربعة فرق.
«إن النجاح المذهل لكأس العالم للسيدات هذا العام في فرنسا، جعل من الواضح تمامًا أن الوقت قد حان لمواصلة الزخم واتخاذ خطوات ملموسة لدعم نمو كرة القدم النسائية. ويسعدني أن أرى هذا الاقتراح يتحول إلى واقع.»

— رئيس الفيفا، جياني إنفانتينو.
افتتحت البطولة بـ مرحلة المجموعات التي ضمّت ثماني مجموعات مكونة من أربع فرق، تأهل عنها أول فريقين من كل مجموعة إلى مرحلة خروج المغلوب التي شارك فيها 16 منتخبًا. وقد ارتفع عدد المباريات الإجمالي من 52 إلى 64 مباراة، مع اعتماد نفس نظام كأس العالم للرجال الذي طُبّق بين عامي 1998 و2022. وللمرة الأولى منذ كأس العالم 2002 للرجال، أُبقي المنتخبَين المتأهلَين من كل مجموعة في نفس مسار القرعة خلال الأدوار الإقصائية، مما يعني إمكانية مواجهتهما مجددًا في الدور نصف النهائي. وجاء هذا التعديل بهدف تقليل التنقل بين أستراليا ونيوزيلندا، وضمان بقاء كل منتخب مضيف داخل بلده حتى نصف النهائي في حال تأهله.

## المنشآت
| - أستراليا - 1 أديلايد - 2 بريزبان - 3 ملبورن - 4 برث - 5 سيدني | - نيوزيلندا - 6 أوكلاند - 7 دنيدن - 8 هاميلتون - 9 ويلينغتون |

اقترحت أستراليا ونيوزيلندا، ضمن ملف الترشّح المشترك المقدم إلى الفيفا، استخدام 13 ملعبًا محتملًا موزعين على 12 مدينة مضيفة، مع اقتراح حد أدنى من 10 ملاعب—بواقع خمسة ملاعب في كل دولة. وقد قُسّمت الملاعب، وفقًا للخطة الأصلية، إلى ثلاث مناطق سفر رئيسية:
- المحور الجنوبي ويضم: بيرث، أديلايد، لونسيستون، وملبورن
- المحور الشرقي ويضم: بريزبان، نيوكاسل، سيدني، ملبورن، ولونسيستون
- محور نيوزيلندا ويضم: أوكلاند، هاميلتون، ويلينغتون، كرايستشرش، ودونيدن.

كان ملعب سيدني هو الملعب الوحيد الذي أُدرج ضمن قائمة المنشآت الجديدة، حيث خضع لعملية تجديد شاملة خلال فترة تقديم العرض، ليحل محل الملعب القديم في الموقع ذاته، وتم افتتاحه في 28 أغسطس 2022.
نشرت فيفا تقرير تقييم ملف الترشّح في 10 يونيو 2020، وأشارت فيه إلى أن الغالبية العظمى من الملاعب المدرجة تلبي متطلبات فيفا من حيث السعة والاستضافة، باستثناء ملعبي أديلايد وأوكلاند اللذان لم يستوفيا الحد الأدنى المطلوب من السعة للمراحل التي اقترحت استضافتها عليهما. وقد خُطط لإجراء تحديثات طفيفة على معظم الملاعب، بما في ذلك تحسين أنظمة الإضاءة، وتجديد أرضيات الملاعب، بالإضافة إلى توفير غرف تبديل ملابس محايدة جنسيًا.
أعلنت فيفا في 31 مارس 2021 المدن والملاعب النهائية المستضيفة للبطولة. واختيرت خمس مدن وستة ملاعب في أستراليا، إلى جانب أربع مدن وملاعب في نيوزيلندا. ومن بين الملاعب المقترحة، استُبعدت مدينتا نيوكاسل ولونسيستون في أستراليا، وكرايستشرش في نيوزيلندا. استضاف ملعب إيدن بارك في أوكلاند المباراة الافتتاحية، فيما احتضن ملعب أستراليا في سيدني المباراة النهائية. وفي إطار الهوية البصرية للبطولة، استخدمت جميع المدن المضيفة أسماءً أصلية بلغة السكان الأصليين—اللغات الأبوريجينية في أستراليا والماورية في نيوزيلندا—إلى جانب أسمائها الإنجليزية، في بادرة تهدف إلى الاعتراف بأصحاب الأرض الأصليين وتكريمهم. الأسماء كانت على النحو الآتي:
- أديلايد (تارنتايا)
- بريزبان (ميينجن)
- ملبورن (ناارم)
- بيرث (بوورلوو)
- سيدني الشرقية – ملعب سيدني لكرة القدم (جاديجال)
- سيدني الغربية – ستاد أستراليا (وانجال)
- أوكلاند (تاماكي ماكاوراو)
- دونيدن (أوتيبوتي)
- هاميلتون (كيريكايرروا)
- ويلينغتون (تي وانغانو تارا).[54]

استضاف إيدن بارك في أوكلاند مباراة نيوزيلندا الافتتاحية، فيما احتضن ملعب أستراليا في سيدني مباراة أستراليا الافتتاحية، وكلتاهما ضمن دور المجموعات. واستضاف ملعب لانغ بارك في بريزبان مباراة تحديد المركز الثالث بتاريخ 19 أغسطس، بينما أُقيمت المباراة النهائية في ملعب أستراليا في 20 أغسطس.
وقد أدّت البطولة إلى نقل العديد من مباريات الفرق الرياضية المحلية في أستراليا من الملاعب التي خضعت لـ«فترة الإغلاق» تحت إشراف فيفا، لا سيما مباريات دوري الرغبي الوطني الأسترالي.
| أستراليا             | أستراليا          | أستراليا                 |                              | نيوزيلندا               | نيوزيلندا |
| سيدني                | سيدني             | بريزبان                  | أوكلاند                      | ويلينغتون               |           |
| -------------------- | ----------------- | ------------------------ | ---------------------------- | ----------------------- | --------- |
| ملعب أستراليا        | ملعب سيدني        | لانغ بارك (ملعب بريزبان) | إيدن بارك                    | ملعب ويلينغتون الإقليمي |           |
| السعة: 75,784        | السعة: 40,583     | السعة: 49,461            | السعة: 43,217                | السعة: 33,132           |           |
|                      |                   |                          |                              |                         |           |
| ملبورن               | برث               | أديلايد                  | دنيدن                        | هاميلتون                |           |
| ملعب ملبورن المستطيل | ملعب برث المستطيل | ملعب هيندمارش            | ملعب فورسيث بار (ملعب دنيدن) | ملعب وايكاتو            |           |
| السعة: 27,706        | السعة: 18,727     | السعة: 13,557            | السعة: 25,947                | السعة: 18,009           |           |
|                      |                   |                          |                              |                         |           |

### معسكرات المنتخبات
اعتمدت المنتخبات الـ32 المشاركة في البطولة معسكرات تدريبية وإقامة مخصصة خلال فترة استعدادها وخوضها لمنافسات كأس العالم.  أعلنت فيفا في 11 ديسمبر 2022 عن الفنادق ومرافق التدريب المخصصة للمنتخبات الـ29 التي ضمنت تأهلها، بينما اختيرت المعسكرات الخاصة بالمنتخبات الثلاثة المتأهلة عبر الملحقات القارية لاحقًا. أكّدت فيفا رسميًا المعسكرات الثلاثة الأخيرة الخاصة بالفائزين من ملحق التصفيات في 21 مارس 2023. وكانت هذه أول نسخة في تاريخ كأس العالم (للرجال أو السيدات) يُخصص فيها معسكر دائم لكل منتخب من المنتخبات المشاركة.
| الفريق           | الفندق                              | موقع التدريب                                   |
| ---------------- | ----------------------------------- | ---------------------------------------------- |
| الأرجنتين        | نوفوتيل أوكلاند - إليرسلي           | ملعب مايكلز أفينيو، أوكلاند                    |
| أستراليا         | ريدجز بريزبن - ساوث بانك            | المركز الرياضي وألعاب القوى في كوينزلاند       |
| البرازيل         | فندق بيست ويسترن نورث ليكس          | المجمع الرياضي المركزي في موريتون باي          |
| كندا             | ميركور ملبورن - دونكاستر            | الملعب الأولمبي، هايدلبرغ ويست                 |
| الصين            | بولمان أديلايد                      | المركز الرياضي الكرواتي، أديلايد               |
| كولومبيا         | ميركور سيدني - ليفربول              | ملعب ماركوني                                   |
| كوستاريكا        | فندق ديستينكشن كرايست تشيرش         | مجمع نغا بونا واي الرياضي                      |
| الدنمارك         | دبل تري باي هيلتون بيرث - ووترفرونت | محمية كينجزواي                                 |
| إنجلترا          | كراون بلازا تيريغال باسيفيك         | ملعب سنترال كوست                               |
| فرنسا            | جراند ميركور هيلز لودج              | ملعب فالنتاين الرياضي 1                        |
| ألمانيا          | ميركور كويندا ووترز                 | المجمع الرياضي والترفيهي الإقليمي لسنترال كوست |
| هايتي            | رينديفو هوتيل بيرث سكاربورو         | محمية بيرسي دويل                               |
| إيطاليا          | جراند ميلينيوم أوكلاند              | ملعب شيبردز بارك                               |
| جامايكا          | نوفوتيل ملبورن - بريستون            | المركز الرياضي لولاية فيكتوريا                 |
| اليابان          | ريدجز لاتيمر كرايست تشيرش           | ملعب كرايست تشيرش                              |
| المغرب           | لانسيمور مانشن هوتيل ويريبي بارك    | محمية جالڤين بارك                              |
| هولندا           | ترينيتي وارف - تورانجا              | ملعب باي أوڤال                                 |
| نيوزيلندا        | بولمان أوكلاند هوتيل أند أبارتمنتس  | ملعب كيث هاي بارك                              |
| نيجيريا          | سوفيتيل بريزبن سنترال               | ملعب ليونز                                     |
| النرويج          | إم سوشيال أوكلاند                   | ملعب سيدون فيلدز                               |
| بنما             | ذا بلايفورد أديلايد - إم جاليري     | مركز تدريب أديلايد يونايتد                     |
| الفلبين          | موڤنبيك هوتيل                       | الملعب الأولمبي، أوكلاند                       |
| البرتغال         | وايبونا هوتيل أند كونفرنس سنتر      | ملعب مانغير سنتر بارك                          |
| جمهورية أيرلندا  | إمبوريوم هوتيل ساوث بانك            | ملعب جودوين بارك                               |
| جنوب إفريقيا     | فندق إنتركونتيننتال ويلينجتون       | ملعب بوريروا بارك                              |
| كوريا الجنوبية   | ريدجز كامبلتاون                     | ملعب كامبلتاون الرياضي                         |
| إسبانيا          | كوبثورن بالمرستون نورث              | معهد ماسي الرياضي، بالمرستون نورث              |
| السويد           | سكن إنزيس ويلينجتون                 | حرم إنزيس للابتكار والرياضة                    |
| سويسرا           | فندق ديستينكشن دنيدن                | ملعب تاهونا بارك                               |
| الولايات المتحدة | سوفيتيل أوكلاند ڤيادكت هاربور       | ملعب باي سيتي بارك                             |
| فيتنام           | ريدجز أوكلاند                       | ملعب فريد تايلور بارك                          |
| زامبيا           | نوفوتيل هاملتون - تاينوي            | ملعب كوريكوري بارك                             |

## المنتخبات المشاركة

### التصفيات
نُظِّمت تصفيات كأس العالم للسيدات 2023 من قِبل الاتحادات القارية التابعة للفيفا عبر البطولات القارية، باستثناء الاتحاد الأوروبي (يويفا) الذي نظّم تصفيات مستقلة. تأهلت أستراليا ونيوزيلندا تلقائيًا بوصفهما الدولتين المضيفتين، مما ترك المجال مفتوحًا أمام 207 اتحادات وطنية من أعضاء فيفا لدخول التصفيات، إن رغبت بذلك. شاركت أستراليا في كأس آسيا 2022، فيما لم تُشارك نيوزيلندا في بطولة أوقيانوسيا التي أُقيمت في العام نفسه. أما الولايات المتحدة، حاملة اللقب، فقد خاضت التصفيات عبر بطولة الكونكاكاف للسيدات.
استُبعدت اتحادات تشاد وباكستان من المشاركة بسبب تعليق عضويتهما من قِبل فيفا. في حين انسحبت منتخبات رواندا، السودان، جمهورية الكونغو الديمقراطية وساو تومي وبرينسيب بعد دخولها التصفيات. كما انسحبت كينيا قبل انطلاق المرحلة الثانية من التصفيات. كوريا الشمالية وتركمانستان انسحبتا من تصفيات كأس آسيا نتيجة مخاوف أمنية وقيود السفر المرتبطة بجائحة كوفيد-19. أما العراق، فانسحب بعد إجراء قرعة التصفيات الآسيوية. انسحب منتخب أفغانستان من التصفيات بسبب الظروف السياسية غير المستقرة بعد استيلاء حركة طالبان على الحكم. كما انسحب منتخب الهند، البلد المضيف لكأس آسيا للسيدات، بعد تفشي فيروس كورونا في صفوفه. أما ساموا الأمريكية، فقد انسحبت بسبب استمرار التحديات المرتبطة بالجائحة. استُبعدت روسيا من المشاركة في التصفيات عقب غزوها لأوكرانيا.
أقرّ مجلس فيفا، في 25 ديسمبر 2020، توزيع المقاعد القارية للبطولة، على أن تُحتسب مقاعد الدولتين المضيفتين ضمن الحصص القارية الخاصة بكلٍّ منهما. وجاء التوزيع على النحو الآتي:
- آسيا (الاتحاد الآسيوي): 6 مقاعد (منها أستراليا)
- أفريقيا (كاف): 4 مقاعد
- أمريكا الشمالية والوسطى والبحر الكاريبي (كونكاكاف): 4 مقاعد
- أمريكا الجنوبية (كونميبول): 3 مقاعد
- أوقيانوسيا (اتحاد أوقيانوسيا): مقعد واحد (ضمنه نيوزيلندا)
- أوروبا (يويفا): 11 مقعدًا
- الملحق العالمي بين القارات: 3 مقاعد إضافية

أُقيمت بطولة ملحق دولي من عشرة منتخبات لتحديد آخر ثلاثة مقاعد في البطولة، ووزعت المقاعد المؤهلة لهذا الملحق على النحو الآتي:
- آسيا: مقعدان
- أفريقيا: مقعدان
- أمريكا الشمالية: مقعدان
- أمريكا الجنوبية: مقعدان
- أوقيانوسيا: مقعد واحد
- أوروبا: مقعد واحد

من بين الـ32 منتخبًا المتأهلة لكأس العالم للسيدات 2023، كانت 20 منها قد شاركت في النسخة السابقة عام 2019. وظهرت ثمانية منتخبات لأول مرة في تاريخ مشاركاتها: هايتي، المغرب، بنما، الفلبين، البرتغال، جمهورية أيرلندا، فيتنام، وزامبيا. سجلت الفلبين أولى مشاركاتها في أي بطولة عالمية تابعة لفيفا، في حين كانت هذه النسخة أول بطولة عالمية نسوية لكلٍّ من بنما، البرتغال، وفيتنام، بعد مشاركات سابقة في بطولات فيفا للرجال. أما زامبيا، فقد دخلت التاريخ بوصفها أول دولة حبيسة في القارة الأفريقية تتأهل لأي بطولة كأس عالم، رجالًا أو سيدات. وأصبحت المغرب أول دولة عربية على الإطلاق تتأهل لكأس العالم للسيدات، فيما سجّلت جمهورية أيرلندا مشاركتها الأولى في أي بطولة عالمية نسوية على مستوى المنتخب الأول. كما عادت الدنمارك إلى الظهور بعد غياب دام 16 عامًا، إذ كانت آخر مشاركة لها في نسخة 2007. وعادت كلٌّ من كوستاريكا، كولومبيا، وسويسرا بعد أن غابت عن نسخة 2019. وحققت إيطاليا تأهلًا لنسختين متتاليتين لأول مرة في تاريخها، بعد مشاركات متقطعة في أعوام 1991، 1999، و2019. وشهدت هذه النسخة رقمًا تاريخيًا لقارة أفريقيا، إذ مثّلتها أربعة منتخبات لأول مرة في البطولة.
فشلت منتخبات تايلاند، الكاميرون، تشيلي، واسكتلندا، التي شاركت في نسخة 2019، في التأهل لنسخة 2023. كما كانت آيسلندا، المصنفة 16 عالميًا، أعلى المنتخبات تصنيفًا في تصنيف فيفا للسيدات التي لم تتأهل للبطولة. بينما كانت زامبيا، المصنفة 81 عالميًا، أدنى المنتخبات تصنيفًا ضمن المشاركين.
الفرق المتأهلة، مدرجة حسب المنطقة، مع الأرقام بين قوسين تشير إلى المراكز النهائية في تصنيف الفيفا العالمي للسيدات قبل البطولة، هي:
| آسيا (6) - أستراليا (10) (مضيف مشترك) - الصين (14) - اليابان (11) - الفلبين (46) - كوريا الجنوبية (17) - فيتنام (32) أفريقيا (4) - المغرب (72) - نيجيريا (40) - جنوب إفريقيا (54) - زامبيا (77) أمريكا الشمالية (6) - كندا (7) - كوستاريكا (36) - هايتي (53) - جامايكا (43) - بنما (52) - الولايات المتحدة (1) (حامل اللقب) | أمريكا الجنوبية (3) - الأرجنتين (28) - البرازيل (8) - كولومبيا (25) أوقيانوسيا (1) - نيوزيلندا (26) (مضيف مشترك) أوروبا (12) - الدنمارك (13) - إنجلترا (4) - فرنسا (5) - ألمانيا (2) - إيطاليا (16) - هولندا (9) - النرويج (12) - البرتغال (21) - جمهورية أيرلندا (22) - إسبانيا (6) - السويد (3) - سويسرا (20) |  |

### التشكيلات
كان على كل منتخب مشارك أن يُقدِّم إلى الفيفا قائمة أولية تتراوح بين 35 و55 لاعبة، علمًا بأن فيفا لا ينشر هذه القوائم. توجّب على كل منتخب إعلان قائمة نهائية من 23 لاعبة من بين اللاعبات المدرجات في القائمة الأولية، على أن تضم ثلاث حارسات مرمى على الأقل، وذلك في موعد أقصاه 9 يوليو 2023. أتاح فيفا للمنتخبات إمكانية استبدال أي لاعبة من القائمة النهائية بأخرى من القائمة الأولية في حال تعرضت لإصابة خطيرة أو مرض، على أن يتم ذلك حتى 24 ساعة قبل انطلاق أول مباراة للمنتخب المعني.

### القرعة
أُقيمت القرعة النهائية لبطولة كأس العالم للسيدات 2023 في مركز أوتيا في أوكلاند، نيوزيلندا، يوم 22 أكتوبر 2022 في تمام الساعة 19:30 بتوقيت نيوزيلندا الصيفي (ت ع م+13)، وذلك قبل اكتمال عملية التصفيات. لم تكن هوية المنتخبات الثلاثة المتأهلة عن طريق الملحق العالمي بين القارات قد حُسمت بعد وقت إجراء القرعة. أدارت مراسم القرعة النجمة الأمريكية المعتزلة كارلي لويد، بطلة كأس العالم مرتين، إلى جانب مقدمة البرامج الرياضية في شبكة سي إن إن انترناشيونال أماندا ديفيز. كما شارك في سحب القرعة ممثلون عن مختلف الاتحادات القارية، وهم:
- مايا جاكمان (نيوزيلندا) عن اتحاد أوقيانوسيا
- جولي دولان (أستراليا) عن الاتحاد الآسيوي
- إيان رايت (إنجلترا) عن الاتحاد الأوروبي
- أليكسي لالاس (الولايات المتحدة) عن اتحاد الكونكاكاف
- جيريمي نجيتاب (الكاميرون) عن الاتحاد الأفريقي
- جيلبرتو سيلفا (البرازيل)، الفائز بكأس العالم 2002، عن اتحاد أمريكا الجنوبية

كما شاركت في المراسم الرياضية زوي سادوسكي-سينوت، الفائزة بذهبية أولمبية في رياضة التزلج على الجليد من نيوزيلندا، وكايت كامبل، السباحة الأسترالية الحائزة على أربع ذهبيات أولمبية. وُزّعت المنتخبات الـ32 المشاركة على أربعة أوعية، استنادًا إلى تصنيف فيفا العالمي للسيدات الصادر في 13 أكتوبر 2022. وقد وُضعت نيوزيلندا وأستراليا في الوعاء الأول باعتبارهما الدولتين المضيفتين، وتحددت مواقعهما مسبقًا في المجموعتين A1 وB1 على التوالي، إلى جانب أفضل ستة منتخبات في التصنيف العالمي. أما الوعاء الثاني، فقد ضم المنتخبات الثمانية التالية في التصنيف، وتلاه الوعاء الثالث بنفس الطريقة. أما الوعاء الرابع، فقد اشتمل على المنتخبات الأدنى تصنيفًا بالإضافة إلى ثلاث خانات مؤقتة خُصصت للمنتخبات التي ستتأهل لاحقًا من الملحق العالمي. ووفقًا لقواعد فيفا، لا يُسمح لمنتخبات من نفس الاتحاد القاري بالتواجد في مجموعة واحدة، باستثناء الاتحاد الأوروبي، الذي يمكن أن يضم مجموعته منتخبين أوروبيين. وبالنظر إلى أن كل مجموعة في الملحق العالمي ضمت منتخبات من أكثر من اتحاد قاري، فقد حُددت مواقع مؤقتة للمنتخبات الفائزة حسب المسارات المؤهلة سلفًا، لتفادي أي تعارض أثناء السحب. بدأت القرعة بالسحب من الوعاء الأول وانتهت بالوعاء الرابع، حيث وُزعت المنتخبات المختارة وفق الترتيب الأبجدي للمجموعات، وحل كل منتخب من الوعاء الأول في الموقع الأول في مجموعته تلقائيًا، بينما حُددت مواقع المنتخبات من الأوعية اللاحقة حسب السحب.
| الوعاء 1 (رؤوس المجموعات) | الوعاء 2 | الوعاء 3 | الوعاء 4 |
| --- | --- | --- | --- |
| نيوزيلندا (22) (مضيف مشترك) · أستراليا (13) (مضيف مشترك) · الولايات المتحدة (1) (حامل اللقب) · السويد (2) · ألمانيا (3) · إنجلترا (4) · فرنسا (5) · إسبانيا (6) · | كندا (7) · هولندا (8) · البرازيل (9) · اليابان (11) · النرويج (12) · إيطاليا (14) · الصين (15) · كوريا الجنوبية (17) · | الدنمارك (18) · سويسرا (21) · جمهورية أيرلندا (24) · كولومبيا (27) · الأرجنتين (29) · فيتنام (34) · كوستاريكا (37) · جامايكا (43) · | نيجيريا (45) · الفلبين (53) · جنوب إفريقيا (54) · المغرب (76) · زامبيا (81) · الفائز من الملحق القاري المجموعة أ · لفائز من الملحق القاري المجموعة ب · لفائز من الملحق القاري المجموعة ج · |

1. ↑  المكان المحجوز للفائز بمجموعة الملحق أ خُصص وفقًا للقيود الجغرافية الخاصة بمنتخب أوروبي في القرعة (استنادًا إلى المنتخب المصنّف في المجموعة، وهو البرتغال). المنتخب الذي تأهل في نهاية المطاف بصفته فائز المجموعة أ كان البرتغال.
2. ↑  المكان المحجوز للفائز بمجموعة الملحق ب خُصص وفقًا للقيود الجغرافية الخاصة بمنتخب من أمريكا الجنوبية في القرعة (استنادًا إلى المنتخب المصنّف في المجموعة، وهو تشيلي). المنتخب الذي تأهل في نهاية المطاف بصفته فائز المجموعة ب كان هايتي.
3. ↑  المكان المحجوز للفائز بمجموعة الملحق ج خُصص وفقًا للقيود الجغرافية الخاصة بمنتخب آسيوي أو أوقياني في القرعة (استنادًا إلى المنتخبات المصنّفة في المجموعة، وهما تايبيه الصينية وبابوا غينيا الجديدة على التوالي). المنتخب الذي تأهل في نهاية المطاف بصفته فائز المجموعة ج كان بنما.

1. ↑  انسحبت كوريا الشمالية المصنفة عاشراً من التصفيات.

## التحكيم
أعلنت لجنة الحكام التابعة للفيفا في يناير 2023 عن قائمة تضم 33 حكمة ساحة، و55 حكمة مساعدة، و19 حكمة فيديو (VAR) للمشاركة في إدارة مباريات كأس العالم للسيدات. وقد ضمت القائمة حكمتين من كلٍّ من أستراليا، وكندا، وكوريا الجنوبية، والولايات المتحدة.
كانت من بين المختارات كلٌّ من الفرنسية ستيفاني فرابار، والرواندية ساليما موكاسانجا، واليابانية يوشيمي ياماشيتا، وهنَّ أولى الحكمات اللواتي أدرن مباريات في كأس العالم للرجال عام 2022. وقد انضم إليهن عدد من الحكمات المساعدات اللواتي شاركن كذلك في المونديال الرجالي، وهن البرازيلية نيوزا باك، والأمريكية كاثرين نيبيت، والمكسيكية كارين دياز مدينا.
سجّلت الفلسطينية هبة سعدية حضورًا تاريخيًا، بوصفها أول حكمة عربية وفلسطينية تشارك في إدارة مباريات إحدى بطولات كأس العالم، للرجال أو السيدات. وصفها أمين عام الاتحاد الفلسطيني لكرة القدم، فراس أبو هلال، بأنها "نموذج يُحتذى به للمرأة الفلسطينية الطامحة إلى النجاح والتميّز"، مؤكدًا أنّها "برهنت على قدرة المرأة الفلسطينية في التفوق في مختلف المجالات".
شهدت البطولة بثّ التفسيرات الصوتية لقرارات حكم الفيديو المساعد (VAR) عبر مكبرات الصوت داخل الملعب وعلى شاشات البث التلفزيوني في خطوة تهدف إلى تعزيز الشفافية في القرارات التحكيمية. وتُعدّ هذه التجربة امتدادًا لتجارب مماثلة طُبقت سابقًا في كأس العالم للأندية 2022 وكأس العالم تحت 20 سنة 2023.
أعلن الفيفا في 18 أغسطس 2023 تعيين الأمريكية توري بينسو لإدارة المباراة النهائية على ملعب أستراليا في سيدني.

## المراسم

### مراسم الافتتاح
أقيمت مراسم افتتاح مزدوجة في 20 يوليو 2023، وذلك قبل انطلاق كل من مباراتي الافتتاح في الدولتين المستضيفتين، نيوزيلندا وأستراليا. أُقيمت المراسم الأولى في ملعب إيدن بارك بمدينة أوكلاند، قبل مباراة نيوزيلندا الافتتاحية أمام النرويج. وقد شملت الفعاليات عروضًا تراثية للشعوب الأصلية، وألعابًا نارية، ورقصات، وعروضًا موسيقية حية، اختُتمت بلحظة صمت تكريمًا لضحايا حادثة إطلاق نار وقعت في وسط مدينة أوكلاند في صباح اليوم نفسه، وأسفرت عن مقتل ثلاثة أشخاص، من بينهم المنفّذ.
وُصفت مراسم أوكلاند بالوجيزة نسبيًا، حيث افتُتحت بعروض ثقافية قدمها فنانون من شعبي الماوري والأبورجين الأصليين في نيوزيلندا وأستراليا على التوالي. وشمل العرض رقصة "الهاكا" التقليدية، ورقصات تمثل الدول المشاركة، بالإضافة إلى عرض مرئي للاعبات بارزات من مختلف المنتخبات. اختتم الحفل بأداء مشترك للأغنية الرسمية للبطولة "إفعلها مجددًا" قدّمتها المغنيتان النيوزيلندية "بيني" والأسترالية "مولرات".
أما في ملعب أستراليا بسيدني، فقد تخللت مراسم الافتتاح عروض فنية قدمها فنانون من السكان الأصليين في أستراليا.

### مراسم الختام
أُقيمت مراسم ختام البطولة في 20 أغسطس 2023 على ملعب أستراليا في سيدني، قبل انطلاق المباراة النهائية. تضمنت المراسم أداءً ثقافيًا ضمن "تحية البلاد" (Welcome to Country)، إلى جانب عرض غنائي أحيته الفنانة الأسترالية "تونز آند آي".
قُدّمت رقصة "بوي" (poi) الماورية التقليدية في مراسم ما قبل أولى مباريات الدور نصف النهائي، والتي أُقيمت على ملعب إيدن بارك في أوكلاند، باعتبارها آخر مباراة تستضيفها نيوزيلندا خلال البطولة.

## الأثر

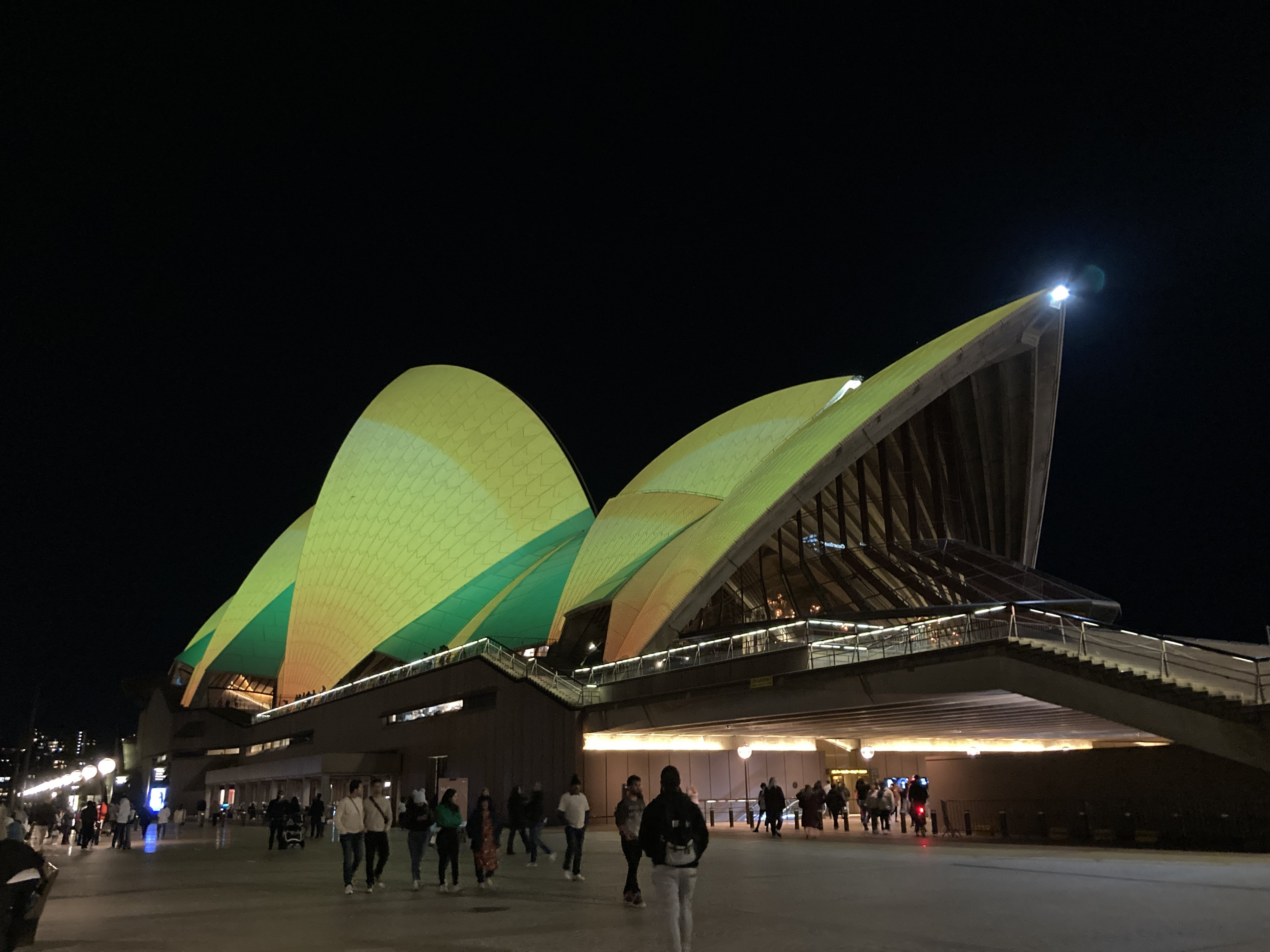
أُضيئت دار الأوبرا في سيدني دعماً لفريق الماتيلداس خلال مباراة تحديد المركز الثالث

أسهم الأداء اللافت للمنتخب الأسترالي للسيدات، المعروف بلقب "الماتيلداس"، في إشعال موجة غير مسبوقة من الاهتمام الشعبي بكرة القدم في أستراليا. وفي خضم البطولة، صرّح الفيفا بأن "كرة القدم أصبحت الشغل الشاغل للجميع" في البلاد، واصفًا التأثير الجماهيري بـ"الهائل" على المجتمع الأسترالي. وأطلقت وسائل الإعلام المحلية على هذه الظاهرة اسم "حمّى الماتيلداس" (Matildas fever). كتب لاعب كرة القدم السابق كريغ فوستر في مقال بصحيفة ذا غارديان قائلًا: "ما نشاهده ليس مجرد منتخب وطني ينافس، بل أمة تتغير"، مشيرًا إلى أن أداء الماتيلداس قد أسهم في "قلب المفاهيم المغلوطة عن رياضة السيدات" وإلهام الفتيات والشابات في أنحاء البلاد.
تحطمت الأرقام القياسية لمشاهدات البث التلفزيوني في أستراليا مرارًا خلال البطولة، إذ بلغ عدد من شاهدوا مباراة أستراليا أمام إنجلترا عبر شبكة "سفن نتوورك" نحو 11.15 مليون مشاهد، وهو رقم قياسي وطني. كما أُقيمت مواقع للمشاهدة الحية في مختلف المدن الأسترالية، واستُخدمت ملاعب رئيسية في سيدني لاستيعاب الأعداد الغفيرة من الجماهير. وعلى إثر هذا النجاح الجماهيري والرياضي، تعهّدت الحكومة الأسترالية بتخصيص 200 مليون دولار أسترالي لتحسين مرافق الرياضات النسائية.
أسهم النجاح الباهر للبطولة والأرقام العالية للمشاهدة في تعزيز الدعم الشعبي والرسمي لمساعي أستراليا ونيوزيلندا لاستضافة كأس العالم للرجال عام 2034. وعلى الصعيد الاقتصادي، أفادت التقارير بأن البطولة رفدت الاقتصاد النيوزيلندي بمبلغ 109.5 مليون دولار نيوزيلندي، أي أكثر من ضعف التقديرات الأولية التي كانت تُقدّر بـ46.3 مليون دولار.
أما على صعيد تطوير اللعبة، أعلن اتحاد نيوزيلندا لكرة القدم عن زيادة بنسبة 25% في عدد اللاعبات من الفتيات والنساء في عام 2023، مع توقّعات بمزيد من النمو خلال موسم 2024، الذي سيكون أول موسم بعد اختتام البطولة. كما تركت البطولة بصمتها على البنية التحتية الرياضية في البلاد، حيث شهدت ثلاثون منشأة رياضية أعمال تطوير وترميم ضمن التحضيرات للبطولة.

## مرحلة المجموعات
تقسم الدول المتنافسة إلى ثماني مجموعات من أربعة فرق، لعبت المنتخبات في كل مجموعة مع بعضها البعض حسب دورة روبن، ويتأهل الفريقين الأولين إلى مرحلة خروج المغلوب.
| معايير كسر التعادل للعب الجماعي |
| --- |
| ان تحديد ترتيب المنتخبات في دور المجموعات على النحو التالي: 1. النقاط التي حُصل عليها. 2. فارق الأهداف في جميع مباريات المجموعة. 3. عدد الأهداف المسجلة في جميع مباريات المجموعة. 4. النقاط التي حصل عليها منتخب في المباريات بين الفرق المعنية. 5. فارق الأهداف الناتجة عن مباريات المجموعة بين الفرق المعنية. 6. عدد الأهداف الناتجة عن مباريات المجموعة بين الفرق المعنية. 7. نقاط اللعب النظيف في جميع مباريات المجموعة (بطاقة صفراء -1؛ بطاقة حمراء غير مباشرة (إنذارين) -3؛ بطاقة حمراء مباشرة -4، بطاقة صفراء ثم طرد مباشر -5) 8. سحب القرعة. |

### المجموعة الأولى
| م | الفريق        | لعب | ف | ت | خ | أ.له | أ.ع | أ.ف | نقاط | التأهل                      |
| - | ------------- | --- | - | - | - | ---- | --- | --- | ---- | --------------------------- |
| 1 | سويسرا        | 3   | 1 | 2 | 0 | 2    | 0   | +2  | 5    | تأهل إلى مرحلة خروج المغلوب |
| 2 | النرويج       | 3   | 1 | 1 | 1 | 6    | 1   | +5  | 4    | تأهل إلى مرحلة خروج المغلوب |
| 3 | نيوزيلندا (H) | 3   | 1 | 1 | 1 | 1    | 1   | 0   | 4    |                             |
| 4 | الفلبين       | 3   | 1 | 0 | 2 | 1    | 8   | −7  | 3    |                             |

| نيوزيلندا     | 1–0   | النرويج |
| ------------- | ----- | ------- |
| ويلكينسون 48' | تقرير |         |

| الفلبين | 0–2   | سويسرا                         |
| ------- | ----- | ------------------------------ |
|         | تقرير | - باخمان 45' (ر.ج) - بيوبل 64' |

| نيوزيلندا | 0–1   | الفلبين   |
| --------- | ----- | --------- |
|           | تقرير | بولدن 24' |

| سويسرا | 0–0   | النرويج |
| ------ | ----- | ------- |
|        | تقرير |         |

| سويسرا | 0–0   | نيوزيلندا |
| ------ | ----- | --------- |
|        | تقرير |           |

| النرويج                                                               | 6–0   | الفلبين |
| --------------------------------------------------------------------- | ----- | ------- |
| - هوغ 6'، 17'، 90+5' - هانسن 31' - باركر 48' (هـ.ع) - ريتين 53' (ر.ج) | تقرير |         |

### المجموعة الثانية
| م | الفريق          | لعب | ف | ت | خ | أ.له | أ.ع | أ.ف | نقاط | التأهل                      |
| - | --------------- | --- | - | - | - | ---- | --- | --- | ---- | --------------------------- |
| 1 | أستراليا (H)    | 3   | 2 | 0 | 1 | 7    | 3   | +4  | 6    | تأهل إلى مرحلة خروج المغلوب |
| 2 | نيجيريا         | 3   | 1 | 2 | 0 | 3    | 2   | +1  | 5    | تأهل إلى مرحلة خروج المغلوب |
| 3 | كندا            | 3   | 1 | 1 | 1 | 2    | 5   | −3  | 4    |                             |
| 4 | جمهورية أيرلندا | 3   | 0 | 1 | 2 | 1    | 3   | −2  | 1    |                             |

| أستراليا        | 1–0   | جمهورية أيرلندا |
| --------------- | ----- | --------------- |
| كاتلي 52' (ر.ج) | تقرير |                 |

| نيجيريا | 0–0   | كندا |
| ------- | ----- | ---- |
|         | تقرير |      |

| كندا                             | 2–1   | جمهورية أيرلندا |
| -------------------------------- | ----- | --------------- |
| - كونولي 45+5' (هـ.ع) - ليون 53' | تقرير | مكابي 4'        |

| أستراليا                            | 2–3   | نيجيريا                                |
| ----------------------------------- | ----- | -------------------------------------- |
| - فان إيغموند 45+1' - كينيدي 90+10' | تقرير | - كانو 45+6' - أوهال 65' - أوشوالا 72' |

| كندا | 0–4   | أستراليا                                      |
| ---- | ----- | --------------------------------------------- |
|      | تقرير | - راسو 9'، 39' - فولر 58' - كاتلي 90+4' (ر.ج) |

| جمهورية أيرلندا | 0–0   | نيجيريا |
| --------------- | ----- | ------- |
|                 | تقرير |         |

### المجموعة الثالثة
| م | الفريق    | لعب | ف | ت | خ | أ.له | أ.ع | أ.ف | نقاط | التأهل                      |
| - | --------- | --- | - | - | - | ---- | --- | --- | ---- | --------------------------- |
| 1 | اليابان   | 3   | 3 | 0 | 0 | 11   | 0   | +11 | 9    | تأهل إلى مرحلة خروج المغلوب |
| 2 | إسبانيا   | 3   | 2 | 0 | 1 | 8    | 4   | +4  | 6    | تأهل إلى مرحلة خروج المغلوب |
| 3 | زامبيا    | 3   | 1 | 0 | 2 | 3    | 11  | −8  | 3    |                             |
| 4 | كوستاريكا | 3   | 0 | 0 | 3 | 1    | 8   | −7  | 0    |                             |

| إسبانيا                                            | 3–0   | كوستاريكا |
| -------------------------------------------------- | ----- | --------- |
| - دل كامبو 21' (هـ.ع) - بونماتي 23' - غونزاليس 27' | تقرير |           |

| زامبيا | 0–5   | اليابان                                                       |
| ------ | ----- | ------------------------------------------------------------- |
|        | تقرير | - ميازاوا 43'، 62' - تاناكا 55' - أندو 71' - يكي 90+11' (ر.ج) |

| اليابان                    | 2–0   | كوستاريكا |
| -------------------------- | ----- | --------- |
| - ناوموتو 25' - فوجينو 27' | تقرير |           |

| إسبانيا                                          | 5–0   | زامبيا |
| ------------------------------------------------ | ----- | ------ |
| - أبليرا 9' - هيرموسو 13'، 70' - ردوندو 69'، 85' | تقرير |        |

| اليابان                                   | 4–0   | إسبانيا |
| ----------------------------------------- | ----- | ------- |
| - ميازاوا 12'، 40' - يكي 29' - تاناكا 82' | تقرير |         |

| كوستاريكا  | 1–3   | زامبيا                                           |
| ---------- | ----- | ------------------------------------------------ |
| هيريرا 47' | تقرير | - مويمبا 3' - باندا 31' (ر.ج) - كوندانانجي 90+3' |

### المجموعة الرابعة
| م | الفريق   | لعب | ف | ت | خ | أ.له | أ.ع | أ.ف | نقاط | التأهل                      |
| - | -------- | --- | - | - | - | ---- | --- | --- | ---- | --------------------------- |
| 1 | إنجلترا  | 3   | 3 | 0 | 0 | 8    | 1   | +7  | 9    | تأهل إلى مرحلة خروج المغلوب |
| 2 | الدنمارك | 3   | 2 | 0 | 1 | 3    | 1   | +2  | 6    | تأهل إلى مرحلة خروج المغلوب |
| 3 | الصين    | 3   | 1 | 0 | 2 | 2    | 7   | −5  | 3    |                             |
| 4 | هايتي    | 3   | 0 | 0 | 3 | 0    | 4   | −4  | 0    |                             |

| إنجلترا           | 1–0   | هايتي |
| ----------------- | ----- | ----- |
| ستانواي 29' (ر.ج) | تقرير |       |

| الدنمارك      | 1–0   | الصين |
| ------------- | ----- | ----- |
| فانغسغارد 90' | تقرير |       |

| إنجلترا | 1–0   | الدنمارك |
| ------- | ----- | -------- |
| جيمس 6' | تقرير |          |

| الصين                 | 1–0   | هايتي |
| --------------------- | ----- | ----- |
| وانغ شوانغ ‏ 74' (ر.ج) | تقرير |       |

| الصين                 | 1–6   | إنجلترا                                                    |
| --------------------- | ----- | ---------------------------------------------------------- |
| وانغ شوانغ ‏ 57' (ر.ج) | تقرير | - روسو 4' - هيمب 26' - جيمس 41'، 65' - كيلي 77' - دالي 84' |

| هايتي | 0–2   | الدنمارك                             |
| ----- | ----- | ------------------------------------ |
|       | تقرير | - هاردا 21' (ر.ج) - ترولسغارد 90+10' |

### المجموعة الخامسة
| م | الفريق           | لعب | ف | ت | خ | أ.له | أ.ع | أ.ف | نقاط | التأهل                      |
| - | ---------------- | --- | - | - | - | ---- | --- | --- | ---- | --------------------------- |
| 1 | هولندا           | 3   | 2 | 1 | 0 | 9    | 1   | +8  | 7    | تأهل إلى مرحلة خروج المغلوب |
| 2 | الولايات المتحدة | 3   | 1 | 2 | 0 | 4    | 1   | +3  | 5    | تأهل إلى مرحلة خروج المغلوب |
| 3 | البرتغال         | 3   | 1 | 1 | 1 | 2    | 1   | +1  | 4    |                             |
| 4 | فيتنام           | 3   | 0 | 0 | 3 | 0    | 12  | −12 | 0    |                             |

| الولايات المتحدة              | 3–0   | فيتنام |
| ----------------------------- | ----- | ------ |
| - سميث 14'، 45+7' - هوران 77' | تقرير |        |

| هولندا            | 1–0   | البرتغال |
| ----------------- | ----- | -------- |
| فان دير جراغت 13' | تقرير |          |

| الولايات المتحدة | 1–1   | هولندا    |
| ---------------- | ----- | --------- |
| هوران 62'        | تقرير | روورد 17' |

| البرتغال                   | 2–0   | فيتنام |
| -------------------------- | ----- | ------ |
| - إنكارناكاو 7' - كيكا 21' | تقرير |        |

| البرتغال | 0–0   | الولايات المتحدة |
| -------- | ----- | ---------------- |
|          | تقرير |                  |

| فيتنام | 0–7   | هولندا                                                                        |
| ------ | ----- | ----------------------------------------------------------------------------- |
|        | تقرير | - مارتينس 8' - سنويس 11' - بروغتس 18'، 57' - روورد 23'، 83' - فان دي دونك 45' |

### المجموعة السادسة
| م | الفريق   | لعب | ف | ت | خ | أ.له | أ.ع | أ.ف | نقاط | التأهل                      |
| - | -------- | --- | - | - | - | ---- | --- | --- | ---- | --------------------------- |
| 1 | فرنسا    | 3   | 2 | 1 | 0 | 8    | 4   | +4  | 7    | تأهل إلى مرحلة خروج المغلوب |
| 2 | جامايكا  | 3   | 1 | 2 | 0 | 1    | 0   | +1  | 5    | تأهل إلى مرحلة خروج المغلوب |
| 3 | البرازيل | 3   | 1 | 1 | 1 | 5    | 2   | +3  | 4    |                             |
| 4 | بنما     | 3   | 0 | 0 | 3 | 3    | 11  | −8  | 0    |                             |

| فرنسا | 0–0   | جامايكا |
| ----- | ----- | ------- |
|       | تقرير |         |

| البرازيل                                        | 4–0   | بنما |
| ----------------------------------------------- | ----- | ---- |
| - آري بورخيس ‏ 19'، 39'، 70' - بيا زانيراتو ‏ 48' | تقرير |      |

| فرنسا                     | 2–1   | البرازيل    |
| ------------------------- | ----- | ----------- |
| - لي سومر 17' - رينار 83' | تقرير | ديبينيا 58' |

| بنما | 0–1   | جامايكا       |
| ---- | ----- | ------------- |
|      | تقرير | أ. سوابي ‏ 56' |

| بنما                                           | 3–6   | فرنسا                                                                             |
| ---------------------------------------------- | ----- | --------------------------------------------------------------------------------- |
| - كوكس 2' - بينزون 64' (ر.ج) - لينث سيدينو 87' | تقرير | - لاكرار 21' - دياني 28'، 37' (ر.ج)، 52' (ر.ج) - ليا لو غاريك 45+5' - بيشو 90+10' |

| جامايكا | 0–0   | البرازيل |
| ------- | ----- | -------- |
|         | تقرير |          |

### المجموعة السابعة
| م | الفريق       | لعب | ف | ت | خ | أ.له | أ.ع | أ.ف | نقاط | التأهل                      |
| - | ------------ | --- | - | - | - | ---- | --- | --- | ---- | --------------------------- |
| 1 | السويد       | 3   | 3 | 0 | 0 | 9    | 1   | +8  | 9    | تأهل إلى مرحلة خروج المغلوب |
| 2 | جنوب إفريقيا | 3   | 1 | 1 | 1 | 6    | 6   | 0   | 4    | تأهل إلى مرحلة خروج المغلوب |
| 3 | إيطاليا      | 3   | 1 | 0 | 2 | 3    | 8   | −5  | 3    |                             |
| 4 | الأرجنتين    | 3   | 0 | 1 | 2 | 2    | 5   | −3  | 1    |                             |

| السويد                     | 2–1   | جنوب إفريقيا |
| -------------------------- | ----- | ------------ |
| - رولفو 65' - إليستيدت 90' | تقرير | ماجيا 48'    |

| إيطاليا    | 1–0   | الأرجنتين |
| ---------- | ----- | --------- |
| غيريلي 87' | تقرير |           |

| الأرجنتين                | 2–2   | جنوب إفريقيا                |
| ------------------------ | ----- | --------------------------- |
| - براون 74' - نونيزي 79' | تقرير | - موتهالو 30' - كغاتلان 66' |

| السويد                                                                | 5–0   | إيطاليا |
| --------------------------------------------------------------------- | ----- | ------- |
| - إليستيدت 39'، 50' - رولفو 44' - بلاكستينيوس 45+1' - بلومكفيست 90+5' | تقرير |         |

| الأرجنتين | 0–2   | السويد                              |
| --------- | ----- | ----------------------------------- |
|           | تقرير | - بلومكفيست 66' - روبنسون 90' (ر.ج) |

| جنوب إفريقيا                                   | 3–2   | إيطاليا               |
| ---------------------------------------------- | ----- | --------------------- |
| - أورسي 32' (هـ.ع) - ماجيا 67' - كغاتلان 90+2' | تقرير | كاروسو 11' (ر.ج)، 74' |

### المجموعة الثامنة
| م | الفريق         | لعب | ف | ت | خ | أ.له | أ.ع | أ.ف | نقاط | التأهل                      |
| - | -------------- | --- | - | - | - | ---- | --- | --- | ---- | --------------------------- |
| 1 | كولومبيا       | 3   | 2 | 0 | 1 | 4    | 2   | +2  | 6    | تأهل إلى مرحلة خروج المغلوب |
| 2 | المغرب         | 3   | 2 | 0 | 1 | 2    | 6   | −4  | 6    | تأهل إلى مرحلة خروج المغلوب |
| 3 | ألمانيا        | 3   | 1 | 1 | 1 | 8    | 3   | +5  | 4    |                             |
| 4 | كوريا الجنوبية | 3   | 0 | 1 | 2 | 1    | 4   | −3  | 1    |                             |

| ألمانيا                                                                         | 6–0   | المغرب |
| ------------------------------------------------------------------------------- | ----- | ------ |
| - بوب 11'، 39' - بوهل 46' - أيت الحاج 54' (هـ.ع) - رضواني 79' (هـ.ع) - شولر 90' | تقرير |        |

| كولومبيا                       | 2–0   | كوريا الجنوبية |
| ------------------------------ | ----- | -------------- |
| - أوسمي 30' (ر.ج) - كايسدو 39' | تقرير |                |

| كوريا الجنوبية | 0–1   | المغرب     |
| -------------- | ----- | ---------- |
|                | تقرير | الجريدي 6' |

| ألمانيا       | 1–2   | كولومبيا                     |
| ------------- | ----- | ---------------------------- |
| بوب 89' (ر.ج) | تقرير | - كايسدو 52' - فانيغاس 90+7' |

| كوريا الجنوبية  | 1–1   | ألمانيا |
| --------------- | ----- | ------- |
| تشو سو هيون ‏ 6' | تقرير | بوب 42' |

| المغرب       | 1–0   | كولومبيا |
| ------------ | ----- | -------- |
| لحماري 45+4' | تقرير |          |

## مرحلة خروج المغلوب
|  | دور الـ 16         | دور الـ 16        |                     |       | ربع النهائي          | ربع النهائي          |                   |                   | نصف النهائي | نصف النهائي |  |  | النهائي | النهائي |
|  |                    |                   |                     |       |                      |                      |                   |                   |             |             |  |  |         |         |
|  | 5 أغسطس– أوكلاند   |                   |                     |       |                      |                      |                   |                   |             |             |  |  |         |         |
|  |                    |                   |                     |       |                      |                      |                   |                   |             |             |  |  |         |         |
|  | سويسرا             | 1                 |                     |       |                      |                      |                   |                   |             |             |  |  |         |         |
|  | سويسرا             | 1                 | 11 أغسطس– ويلينغتون |       |                      |                      |                   |                   |             |             |  |  |         |         |
|  | إسبانيا            | 5                 |                     |       |                      |                      |                   |                   |             |             |  |  |         |         |
|  | إسبانيا            | 5                 | إسبانيا (ب.و.إ.)    | 2     |                      |                      |                   |                   |             |             |  |  |         |         |
|  | 6 أغسطس– سيدني     |                   | إسبانيا (ب.و.إ.)    | 2     |                      |                      |                   |                   |             |             |  |  |         |         |
|  |                    | هولندا            | 1                   |       |                      |                      |                   |                   |             |             |  |  |         |         |
|  | هولندا             | هولندا            | 1                   | 2     |                      |                      |                   |                   |             |             |  |  |         |         |
|  | هولندا             |                   | 15 أغسطس– أوكلاند   | 2     |                      |                      |                   |                   |             |             |  |  |         |         |
|  | جنوب إفريقيا       | 0                 |                     |       |                      |                      |                   |                   |             |             |  |  |         |         |
|  | جنوب إفريقيا       | 0                 | إسبانيا             | 2     |                      |                      |                   |                   |             |             |  |  |         |         |
|  | 5 أغسطس– ويلينغتون |                   | إسبانيا             | 2     |                      |                      |                   |                   |             |             |  |  |         |         |
|  |                    | السويد            | 1                   |       |                      |                      |                   |                   |             |             |  |  |         |         |
|  | اليابان            | السويد            | 1                   | 3     |                      |                      |                   |                   |             |             |  |  |         |         |
|  | اليابان            | 11 أغسطس– أوكلاند |                     | 3     |                      |                      |                   |                   |             |             |  |  |         |         |
|  | النرويج            | 1                 |                     |       |                      |                      |                   |                   |             |             |  |  |         |         |
|  | النرويج            | 1                 | اليابان             | 1     |                      |                      |                   |                   |             |             |  |  |         |         |
|  | 6 أغسطس– ملبورن    |                   | اليابان             | 1     |                      |                      |                   |                   |             |             |  |  |         |         |
|  |                    | السويد            | 2                   |       |                      |                      |                   |                   |             |             |  |  |         |         |
|  | السويد (ج.)        | السويد            | 2                   | 0 (5) |                      |                      |                   |                   |             |             |  |  |         |         |
|  | السويد (ج.)        |                   | 20 أغسطس– سيدني     | 0 (5) |                      |                      |                   |                   |             |             |  |  |         |         |
|  | الولايات المتحدة   | 0 (4)             |                     |       |                      |                      |                   |                   |             |             |  |  |         |         |
|  | الولايات المتحدة   | 0 (4)             | إسبانيا             | 1     |                      |                      |                   |                   |             |             |  |  |         |         |
|  | 7 أغسطس– سيدني     |                   | إسبانيا             | 1     |                      |                      |                   |                   |             |             |  |  |         |         |
|  |                    | إنجلترا           | 0                   |       |                      |                      |                   |                   |             |             |  |  |         |         |
|  | أستراليا           | إنجلترا           | 0                   | 2     |                      |                      |                   |                   |             |             |  |  |         |         |
|  | أستراليا           | 12 أغسطس– بريسبان |                     | 2     |                      |                      |                   |                   |             |             |  |  |         |         |
|  | الدنمارك           | 0                 |                     |       |                      |                      |                   |                   |             |             |  |  |         |         |
|  | الدنمارك           | 0                 | أستراليا (ج.)       | 0 (7) |                      |                      |                   |                   |             |             |  |  |         |         |
|  | 8 أغسطس– هيندمارش  |                   | أستراليا (ج.)       | 0 (7) |                      |                      |                   |                   |             |             |  |  |         |         |
|  |                    | فرنسا             | 0 (6)               |       |                      |                      |                   |                   |             |             |  |  |         |         |
|  | فرنسا              | فرنسا             | 0 (6)               | 4     |                      |                      |                   |                   |             |             |  |  |         |         |
|  | فرنسا              |                   | 16 أغسطس– سيدني     | 4     |                      |                      |                   |                   |             |             |  |  |         |         |
|  | المغرب             | 0                 |                     |       |                      |                      |                   |                   |             |             |  |  |         |         |
|  | المغرب             | 0                 | أستراليا            | 1     |                      |                      |                   |                   |             |             |  |  |         |         |
|  | 7 أغسطس– بريسبان   |                   | أستراليا            | 1     |                      |                      |                   |                   |             |             |  |  |         |         |
|  |                    | إنجلترا           | 3                   |       | مباراة المركز الثالث | مباراة المركز الثالث |                   |                   |             |             |  |  |         |         |
|  | إنجلترا (ج.)       | إنجلترا           | 3                   | 0 (4) | مباراة المركز الثالث | مباراة المركز الثالث |                   |                   |             |             |  |  |         |         |
|  | إنجلترا (ج.)       | 12 أغسطس– سيدني   | 12 أغسطس– سيدني     | 0 (4) |                      |                      | 19 أغسطس– بريسبان | 19 أغسطس– بريسبان |             |             |  |  |         |         |
|  | نيجيريا            | 12 أغسطس– سيدني   | 12 أغسطس– سيدني     | 0 (2) |                      |                      | 19 أغسطس– بريسبان | 19 أغسطس– بريسبان |             |             |  |  |         |         |
|  | نيجيريا            | إنجلترا           | 2                   | 0 (2) | السويد               | 2                    |                   |                   |             |             |  |  |         |         |
|  | 8 أغسطس– ملبورن    | إنجلترا           | 2                   |       | السويد               | 2                    |                   |                   |             |             |  |  |         |         |
|  |                    | كولومبيا          | 1                   |       | أستراليا             | 0                    |                   |                   |             |             |  |  |         |         |
|  | كولومبيا           | كولومبيا          | 1                   | 1     | أستراليا             | 0                    |                   |                   |             |             |  |  |         |         |
|  | كولومبيا           |                   |                     | 1     |                      |                      |                   |                   |             |             |  |  |         |         |
|  | جامايكا            | 0                 |                     |       |                      |                      |                   |                   |             |             |  |  |         |         |
|  | جامايكا            | 0                 |                     |       |                      |                      |                   |                   |             |             |  |  |         |         |

### دور الـ 16
| سويسرا            | 1–5   | إسبانيا                                                   |
| ----------------- | ----- | --------------------------------------------------------- |
| كودينا 11' (ه.ذ.) | تقرير | - بونماتي 5'، 36' - ردوندو 17' - كودينا 45' - هيرموسو 70' |

| اليابان                                              | 3–1   | النرويج   |
| ---------------------------------------------------- | ----- | --------- |
| - إنجريد إنجين 15' (ه.ذ.) - شيميزو 50' - ميازاوا 81' | تقرير | ريتين 20' |

| هولندا                     | 2–0   | جنوب إفريقيا |
| -------------------------- | ----- | ------------ |
| - روورد 9' - بيرينستين 68' | تقرير |              |

| السويد                                                             | 0–0 (ب.و.إ.) | الولايات المتحدة                                           |
| ------------------------------------------------------------------ | ------------ | ---------------------------------------------------------- |
|                                                                    | تقرير        |                                                            |
| ركلات الترجيح                                                      |              |                                                            |
| - رولفو - روبنسون - بيورن - بلومكفيست - بينيسون - أريكسون - هورتيغ | 5–4          | - سوليفان - هوران - ميويس - رابينو - سميث - نايير - أوهارا |

| إنجلترا                                     | 0–0 (ب.و.إ.) | نيجيريا                                |
| ------------------------------------------- | ------------ | -------------------------------------- |
|                                             | تقرير        |                                        |
| ركلات الترجيح                               |              |                                        |
| - ستانواي - إنغلاند - دالي - غرينوود - كيلي | 4–2          | - أوبارانوس - ألوزي - أجيباد - أوتشيبي |

| أستراليا              | 2–0   | الدنمارك |
| --------------------- | ----- | -------- |
| - فورد 29' - راسو 70' | تقرير |          |

| كولومبيا  | 1–0   | جامايكا |
| --------- | ----- | ------- |
| أوسمي 51' | تقرير |         |

| فرنسا                                     | 4–0   | المغرب |
| ----------------------------------------- | ----- | ------ |
| - دياني 15' - دالي 20' - لي سومر 23'، 70' | تقرير |        |

### الدور الربع النهائي
| إسبانيا                               | 2–1 (ب.و.إ.) | هولندا              |
| ------------------------------------- | ------------ | ------------------- |
| - كالدينتي 81' (ر.ج) - بارالويلو 111' | تقرير        | فان دير جراغت 90+1' |

| اليابان    | 1–2   | السويد                               |
| ---------- | ----- | ------------------------------------ |
| هاياشي 87' | تقرير | - إليستيدت 32' - أنغيلداهل 51' (ر.ج) |

| أستراليا                                                                   | 0–0 (ب.و.إ.) | فرنسا                                                                              |
| -------------------------------------------------------------------------- | ------------ | ---------------------------------------------------------------------------------- |
|                                                                            | تقرير        |                                                                                    |
| ركلات الترجيح                                                              |              |                                                                                    |
| - فورد - كاتلي - كر - فولر - أرنولد - غوري - يالوب - كاربنتر - هونت ‏ - فين | 7–6          | - باشا - دياني - رينار - لي سومر - بريسيه - جيورو - قرشاوي - لاكرار - دالي - بيتشو |

| إنجلترا                 | 2–1   | كولومبيا   |
| ----------------------- | ----- | ---------- |
| - هيمب 45+7' - روسو 63' | تقرير | سانتوس 44' |

### نصف النهائي
| إسبانيا                      | 2–1   | السويد        |
| ---------------------------- | ----- | ------------- |
| - بارالولو 81' - كارمونا 89' | تقرير | بلومكفيست 88' |

| أستراليا | 1–3   | إنجلترا                         |
| -------- | ----- | ------------------------------- |
| كر 63'   | تقرير | - توون 36' - همب 71' - روسو 86' |

### مباراة المركز الثالث
| السويد                         | 2 - 0 | أستراليا |
| ------------------------------ | ----- | -------- |
| - رولفو 30' (ر.ج) - أسلاني 62' | تقرير |          |

### النهائي
| إسبانيا                   | 1 - 0 | إنجلترا |
| ------------------------- | ----- | ------- |
| كارمونا 29' · هيرموسو 69' | تقرير |         |

## الجوائز
مُنحت الجوائز التالية لكأس العالم عند اختتام البطولة: الحذاء الذهبي (أفضل هدافة)، الكرة الذهبية (أفضل لاعبة بشكل عام)، والقفاز الذهبي (أفضل حارسة مرمى).
| الكرة الذهبية         | الكرة الفضية             | الكرة البرونزية         |
| --------------------- | ------------------------ | ----------------------- |
| أيتانا بونماتي        | جينيفر هيرموسو           | أماندا إليستيدت         |
| الحذاء الذهبي         | الحذاء الفضي             | الحذاء البرونزي         |
| هيناتا ميازاوا        | كاديدياتو دياني          | أليكساندرا بوب          |
| 5 أهداف، تمريرة حاسمة | 4 أهداف، 3 تمريرات حاسمة | 4 أهداف، 0 تمريرة حاسمة |
| القفاز الذهبي         |                          |                         |
| ماري إيربس            |                          |                         |
| أفضل لاعبة شابة       |                          |                         |
| سلمى بارالويلو        |                          |                         |
| اللعب النظيف          |                          |                         |
| اليابان               |                          |                         |

اختار موقع فيفا.كوم 10 أهداف مرشحة ليصوت عليها المستخدمون لبكونو أفضل هدف في البطولة. فازت بالجائزة الكولومبية ليندا كايسيدو عن هدفها في مباراة دور المجموعات ضد ألمانيا.

## الإحصائيات

### الهدافات
عدد الأهداف المُسجلة  161 هدفًا  في 62 مباراة، بمتوسط 2.6 هدفًا في المباراة الواحدة.
5 أهداف
- هيناتا ميازاوا

4 أهداف
- كاديدياتو دياني
- أليكساندرا بوب
- جيل رورد
- أماندا إليستيدت

3 أهداف
- هايلي راسو
- آري بورخيس
- لورين هيمب
- لورين جيمس
- أليسيا روسو
- أوجين لي سومر
- صوفي هوغ
- ايتانا بونماتي
- جينيفر هيرموسو
- ألبا ردوندو
- ريبيكا بلومكفيست
- فريدولينا رولفو

هدفان
- ستيف كاتلي
- وانغ شوانغ
- ليندا كايسيدو
- كاتالينا أوسمه
- آريانا كاروسو
- مينا تاناكا
- ريكو يكي
- إيسمي بروجتس
- ستيفاني فان دير جراغت
- غورو ريتين
- ثيمبي كغاتلانا
- هيلدا ماجيا
- سلمى بارالويلو
- أولغا كارمونا
- ليندسي هوران
- صوفيا سميث

هدف
- صوفيا براون
- رومينا نونيز
- كايتلين فورد
- ماري فولر
- ألانا كينيدي
- سامانثا كر
- إميلي فان إغموند
- ديبينيا
- بيا زانيراتو
- أدريانا ليون
- ليسي سانتوس
- مانويلا فانيغاس
- ميليسا هيريرا
- بيرنيل هاردا
- ساني ترويلسجارد نيلسن
- أمالي فانجسجارد
- راشيل دالي
- كلو كيلي
- جورجيا ستانواي
- إيلا تون
- فيكي بيشو
- كنزة دالي
- مايل لاكرار
- ليا لو غاريك
- ويندي رينار
- كلارا بوهل
- ليا شولر
- كريستيانا غيريلي
- أليسون سوابي
- جون أندو
- أوبا فوجينو
- هونوكا هاياشي
- هيكارو ناوموتو
- ريسا شيميزو
- ابتسام الجريدي
- أنيسة لحماري
- لينيث بيرينستين
- دانييل فان دي دونك
- ليكه مارتينس
- كاتيا سنويس
- هانا ويلكينسون
- أوتشينا كانو
- أوسيناتشي أوهال
- أسيسات أوشوالا
- كارولين غراهام هانسن
- لينث سيدينو
- مارتا كوكس
- يوميرا بينزون
- سارينا بولدن
- تيلما إنكارناساو
- فرانسيسكا نازارث
- كاتي مكابي
- ليندا موتلهالو
- تشو سو هيون
- تيريزا أبيليرا
- ماريونا كالدينتي
- لايا كودينا
- إستر غونزاليس
- فيليبا أنغيلداهل
- ستينا بلاكستينيوس
- إلين روبنسون
- كوسوفاري أسلاني
- رامونا باخمان
- سيراينا بيوبيل
- باربرا باندا
- راشيل كوندانانجي
- لوزومو مويمبا

هدف ذاتي
- فاليريا ديل كامبو (ضد إسبانيا)
- بينيديتا أورسي (ضد جنوب إفريقيا)
- حنان أيت الحاج (ضد ألمانيا)
- زينب رضواني (ضد ألمانيا)
- إنجريد إنجين (ضد اليابان)
- أليسيا باركر (ضد النرويج)
- ميغان كونولي (ضد كندا)
- لايا كودينا (ضد سويسرا)

مصدر: ESPN

### الترتيب النهائي
| م  | مج      | الفريق           | لعب | ف | ت | خ | أ.له | أ.ع | أ.ف | نقاط | النتيجة النهائية        |
| -- | ------- | ---------------- | --- | - | - | - | ---- | --- | --- | ---- | ----------------------- |
| 1  | الثالثة | إسبانيا          | 7   | 6 | 0 | 1 | 18   | 7   | +11 | 18   | البطل                   |
| 2  | الرابعة | إنجلترا          | 7   | 5 | 1 | 1 | 13   | 4   | +9  | 16   | الوصيف                  |
| 3  | السابعة | السويد           | 7   | 5 | 1 | 1 | 14   | 4   | +10 | 16   | المركز الثالث           |
| 4  | الثانية | أستراليا (H)     | 7   | 3 | 1 | 3 | 10   | 8   | +2  | 10   | المركز الرابع           |
|    |         |                  |     |   |   |   |      |     |     |      |                         |
| 5  | الثالثة | اليابان          | 5   | 4 | 0 | 1 | 15   | 3   | +12 | 12   | أقصي من ربع النهائي     |
| 6  | السادسة | فرنسا            | 5   | 3 | 2 | 0 | 12   | 4   | +8  | 11   | أقصي من ربع النهائي     |
| 7  | الخامسة | هولندا           | 5   | 3 | 1 | 1 | 12   | 3   | +9  | 10   | أقصي من ربع النهائي     |
| 8  | الثامنة | كولومبيا         | 5   | 3 | 0 | 2 | 6    | 4   | +2  | 9    | أقصي من ربع النهائي     |
|    |         |                  |     |   |   |   |      |     |     |      |                         |
| 9  | الخامسة | الولايات المتحدة | 4   | 1 | 3 | 0 | 4    | 1   | +3  | 6    | أقصي من دور الـ 16      |
| 10 | الثانية | نيجيريا          | 4   | 1 | 3 | 0 | 3    | 2   | +1  | 6    | أقصي من دور الـ 16      |
| 11 | الرابعة | الدنمارك         | 4   | 2 | 0 | 2 | 3    | 3   | 0   | 6    | أقصي من دور الـ 16      |
| 12 | الثامنة | المغرب           | 4   | 2 | 0 | 2 | 2    | 10  | −8  | 6    | أقصي من دور الـ 16      |
| 13 | السادسة | جامايكا          | 4   | 1 | 2 | 1 | 1    | 1   | 0   | 5    | أقصي من دور الـ 16      |
| 14 | الأولى  | سويسرا           | 4   | 1 | 2 | 1 | 3    | 5   | −2  | 5    | أقصي من دور الـ 16      |
| 15 | الأولى  | النرويج          | 4   | 1 | 1 | 2 | 7    | 4   | +3  | 4    | أقصي من دور الـ 16      |
| 16 | السابعة | جنوب إفريقيا     | 4   | 1 | 1 | 2 | 6    | 8   | −2  | 4    | أقصي من دور الـ 16      |
|    |         |                  |     |   |   |   |      |     |     |      |                         |
| 17 | الثامنة | ألمانيا          | 3   | 1 | 1 | 1 | 8    | 3   | +5  | 4    | أقصي من مرحلة المجموعات |
| 18 | السادسة | البرازيل         | 3   | 1 | 1 | 1 | 5    | 2   | +3  | 4    | أقصي من مرحلة المجموعات |
| 19 | الخامسة | البرتغال         | 3   | 1 | 1 | 1 | 2    | 1   | +1  | 4    | أقصي من مرحلة المجموعات |
| 20 | الأولى  | نيوزيلندا (H)    | 3   | 1 | 1 | 1 | 1    | 1   | 0   | 4    | أقصي من مرحلة المجموعات |
| 21 | الثانية | كندا             | 3   | 1 | 1 | 1 | 2    | 5   | −3  | 4    | أقصي من مرحلة المجموعات |
| 22 | السابعة | إيطاليا          | 3   | 1 | 0 | 2 | 3    | 8   | −5  | 3    | أقصي من مرحلة المجموعات |
| 23 | الرابعة | الصين            | 3   | 1 | 0 | 2 | 2    | 7   | −5  | 3    | أقصي من مرحلة المجموعات |
| 24 | الأولى  | الفلبين          | 3   | 1 | 0 | 2 | 1    | 8   | −7  | 3    | أقصي من مرحلة المجموعات |
| 25 | الثالثة | زامبيا           | 3   | 1 | 0 | 2 | 3    | 11  | −8  | 3    | أقصي من مرحلة المجموعات |
| 26 | الثانية | جمهورية أيرلندا  | 3   | 0 | 1 | 2 | 1    | 3   | −2  | 1    | أقصي من مرحلة المجموعات |
| 27 | السابعة | الأرجنتين        | 3   | 0 | 1 | 2 | 2    | 5   | −3  | 1    | أقصي من مرحلة المجموعات |
| 28 | الثامنة | كوريا الجنوبية   | 3   | 0 | 1 | 2 | 1    | 4   | −3  | 1    | أقصي من مرحلة المجموعات |
| 29 | الرابعة | هايتي            | 3   | 0 | 0 | 3 | 0    | 4   | −4  | 0    | أقصي من مرحلة المجموعات |
| 30 | الثالثة | كوستاريكا        | 3   | 0 | 0 | 3 | 1    | 8   | −7  | 0    | أقصي من مرحلة المجموعات |
| 31 | السادسة | بنما             | 3   | 0 | 0 | 3 | 3    | 11  | −8  | 0    | أقصي من مرحلة المجموعات |
| 32 | الخامسة | فيتنام           | 3   | 0 | 0 | 3 | 0    | 12  | −12 | 0    | أقصي من مرحلة المجموعات |

### الإنضباط
تُمنع اللاعبة تلقائيًا عن المشاركة في المباراة التالية بسبب المخالفات التالية:
- الحصول على بطاقة حمراء (يمكن تمديد عقوبة البطاقة الحمراء في حالة المخالفات الجسيمة).
- الحصول على بطاقتين صفراء في مباراتين مختلفتين؛ تنتهي صلاحية البطاقات الصفراء بعد اكتمال ربع النهائي (لا تُنقل عقوبات البطاقات الصفراء إلى أي مباريات دولية مستقبلية أخرى).

نُفذت العقوبات التالية خلال البطولة:
| اللاعبة            | البطاقات | الإيقاف |
| ------------------ | --- | --- |
| ديوبرا أبيودن      | في المجموعة الثانية ضد كندا (الجولة الأولى; 21 يوليو)                                                                    | المجموعة الثانية ضد أستراليا (الجولة الثانية; 27 يوليو) المجموعة الثانية ضد جمهورية أيرلندا (الجولة الثالثة; 31 يوليو) دور الـ16 ضد إنجلترا (7 أغسطس) |
| كاثرين موسوندا     | في المجموعة الثالثة ضد اليابان (الجولة الأولى; 22 يوليو)                                                                 | المجموعة الثالثة ضد إسبانيا (الجولة الثانية; 26 يوليو)                                                                                                |
| خديجة شو           | في المجموعة السادسة ضد فرنسا (الجولة الأولى; 23 يوليو)                                                                   | المجموعة السادسة ضد بنما (الجولة الثانية; 29 يوليو)                                                                                                   |
| ميريام مايورغا     | في المجموعة السابعة ضد إيطاليا (الجولة الأولى; 24 يوليو) في المجموعة السابعة ضد جنوب أفريقيا (الجولة الثانية; 28 يوليو)  | المجموعة السابعة ضد السويد (الجولة الثالثة; 2 أغسطس)                                                                                                  |
| خولوسا بيانا       | في المجموعة السابعة ضد السويد (الجولة الأولى; 23 يوليو) في المجموعة السابعة ضد الأرجنتين (الجولة الثانية; 28 يوليو)      | المجموعة السابعة ضد إيطاليا (الجولة الثالثة; 2 أغسطس)                                                                                                 |
| تشانغ روي          | في المجموعة الرابعة ضد هايتي (الجولة الثانية; 28 يوليو)                                                                  | المحموعة الرابعة ضد إنجلترا (الجولة الثالثة; 1 أغسطس)                                                                                                 |
| صوفيا هاريسون      | في المجموعة الأولى ضد النرويج (الجولة الثالثة; 30 يوليو)                                                                 | الإيقاف كان ساري المفعول خارج البطولة. |
| روز لافيل          | في المجموعة الخامسة ضد هولندا (الجولة الثانية; 27 يوليو) في المجموعة الخامسة ضد البرتغال (الجولة الثالثة; 1 أغسطس)       | دور الـ16 ضد السويد (6 أغسطس) |
| مانويلا فانيغاس    | في المجموعة الثامنة ضد كوريا الجنوبية (الجولة الثانية; 25 يوليو) في المجموعة الثامنة ضد المغرب (الجولة الثالثة; 3 أغسطس) | دور الـ16 ضد جامايكا (8 أغسطس) |
| دانييل فان دي دونك | في المجموعة الخامسة ضد البرتغال (الجولة الأولى; 23 يوليو) في دور الـ16 ضد جنوب إفريقيا (6 أغسطس)                         | ربع النهائي ضد إسبانيا (11 أغسطس) |
| لورين جيمس         | في دور الـ16 ضد نيجيريا (7 أغسطس)                                                                                        | ربع النهائي ضد كولومبيا (12 أغسطس) نصف النهائي ضد أستراليا (16 أغسطس)                                                                                 |
| أويهان هرنانديز    | في المجموعة الثالثة ضد اليابان (الجولة الثالثة; 31 يوليو) في ربع النهائي ضد هولندا (11 أغسطس)                            | نصف النهائي ضد السويد (15 أغسطس) |

## التسويق

### الهوية البصرية
كُشف عن الشعار الرسمي للبطولة في 28 أكتوبر 2021 خلال عرض مباشر، وقد صُمم بالشراكة بين استوديو "بابليك أدرس" الكندي، ومؤسسة "ووركس كرييتيف" الإبداعية ومقرها لوس أنجلوس. تمثّل الشعار في كرة قدم محاطة بـ32 مربعًا ملونًا، في إشارة إلى اتساع رقعة البطولة بمشاركة 32 منتخبًا، فضلًا عن تجسيد تضاريس الدولتين المضيفتين. امتدت الهوية البصرية للبطولة لتحتفي بثقافات السكان الأصليين في كل من أستراليا ونيوزيلندا؛ إذ أسهمت الفنانة الأسترالية من شعب الكالكاتونغو، تشيرني ساتون، والفنانة الماورية فيونا كوليس، في تصميم عناصر مستوحاة من الإرث الثقافي للشعوب الأصلية. كما استُخدمت الأسماء المحلية للمدن المضيفة — باللغات الأسترالية الأصلية واللغة الماورية — ضمن العلامة الرسمية للبطولة. اعتُمد الشعار اللفظي الرسمي للبطولة «تجاوز العظمة» (Beyond Greatness) ليعكس تطلّع الفيفا إلى توسيع آفاق كرة القدم النسائية وتعزيز مكانتها العالمية.

### التذاكر
بلغ عدد التذاكر المُباعة أو المُوزعة ما يقارب 1.4 مليون تذكرة بحلول 19 يوليو 2023، مسجلًا رقمًا قياسيًا جديدًا في تاريخ البطولة. ومع ذلك، شهدت نيوزيلندا ضعفًا في الإقبال الجماهيري، ما دفع الراعي الرسمي "زيرو" (Xero) إلى توزيع 20,000 تذكرة مجانية لتحفيز الحضور.

### المنتجات الرسمية
أُدرجت بطولة كأس العالم للسيدات 2023 ضمن طور خاص في لعبة فيفا 23، وقد صدر التحديث في 27 يونيو 2023، مجسدًا البطولة بنسختها الكاملة وبمشاركة المنتخبات الـ32 المتأهلة.

### حقوق البث
مثّلت نسخة 2023 أول بطولة كأس عالم للسيدات تُباع حقوق بثها بشكل مستقل، دون أن تُدرج تلقائيًا ضمن حزم حقوق بث كأس العالم للرجال، كما جرت العادة في السابق. وصرّحت فيفا بأنها شهدت "اهتمامًا بالغًا" خلال عملية تقديم العطاءات المنفصلة، معربة عن أملها في اجتذاب شركاء إعلاميين جدد في مختلف المناطق. كما حدّدت هدفًا طموحًا ببلوغ جمهور عالمي يقدّر بملياري مشاهد، مقارنةً بـ1.12 مليار في النسخة السابقة التي استضافتها فرنسا عام 2019.
رفضت الفيفا في أكتوبر 2022 عدة عروض من جهات بث عامة وخاصة، معتبرة إياها "دون المستوى المتوقع"، ودعا المؤسسات الإعلامية إلى تقديم عروض تليق بمكانة الكرة النسائية. وقد أثارت الفروقات الزمنية قلق بعض القنوات الأوروبية بشأن تأثيرها المحتمل على معدلات المشاهدة، على خلاف نسخة 2019 التي أقيمت في أوروبا. وهدد جياني إنفانتينو بفرض حظر بث إعلامي على دول "الخمسة الكبار" في أوروبا (المملكة المتحدة، فرنسا، ألمانيا، إيطاليا، إسبانيا) إن لم تُقدم عروضًا محسّنة. وبحلول منتصف يونيو 2023، أي قبل خمسة أسابيع من انطلاق البطولة، جرى التوصل إلى اتفاقيات بث في جميع المناطق. وأُعلن عن إبرام اتفاق بين شبكة NHK اليابانية و"فيفا" لتغطية السوق الكبرى الأخيرة التي لم تُوقّع بعد، وذلك قبل أسبوع واحد من صافرة البداية.

### الرعاة
| - أديداس - كوكا كولا - هيونداي-كيا - الخطوط الجوية القطرية - مجموعة واندا |

## الرموز

### التميمة الرسمية

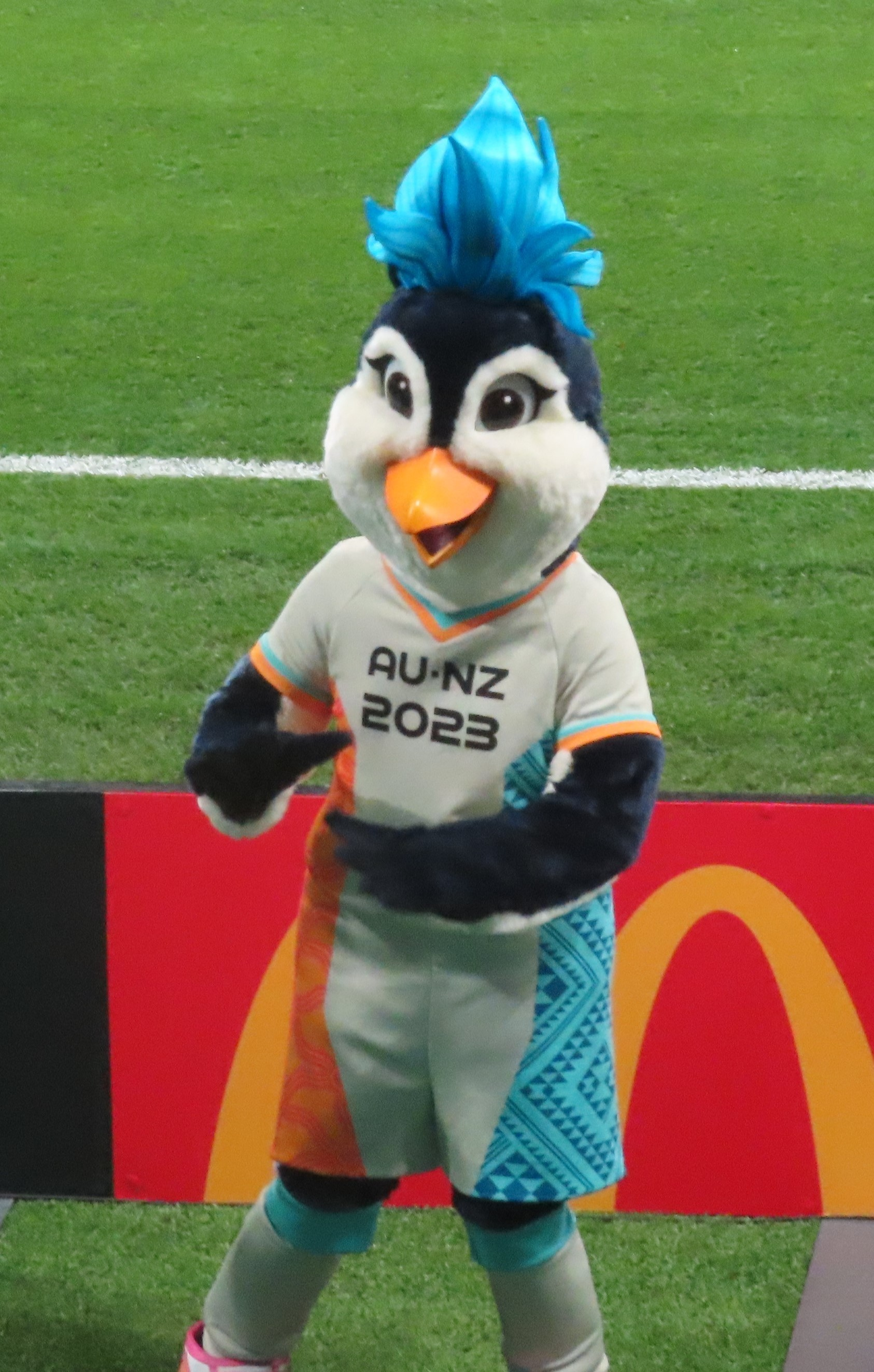
تميمة ترتدي زي التازوني

كُشف عن التميمة الرسمية للبطولة في 19 أكتوبر 2022، وقد حملت اسم "تازوني"، وهو اسم مركّب يجمع بين بحر تسمان وكلمة "وِحدة" (Unity)، في دلالة رمزية على التلاقي الجغرافي والانسجام الثقافي بين الدولتين المضيفتين. تجسّد التميمة بطريقًا صغيرًا من نوع يعرف بـ البطريق القزم، وهو نوع مستوطن في نيوزيلندا. وقد ورد خطأ في بيان صادر عن فيفا يفيد بأن هذا البطريق يستوطن أستراليا، بينما الصحيح أن أستراليا تحتضن نوعًا قريبًا منه يُعرف علميًا بـEudyptula novaehollandiae، وقد وُصف بوصفه نوعًا مستقلًا في عام 2016.

### الكرة الرسمية

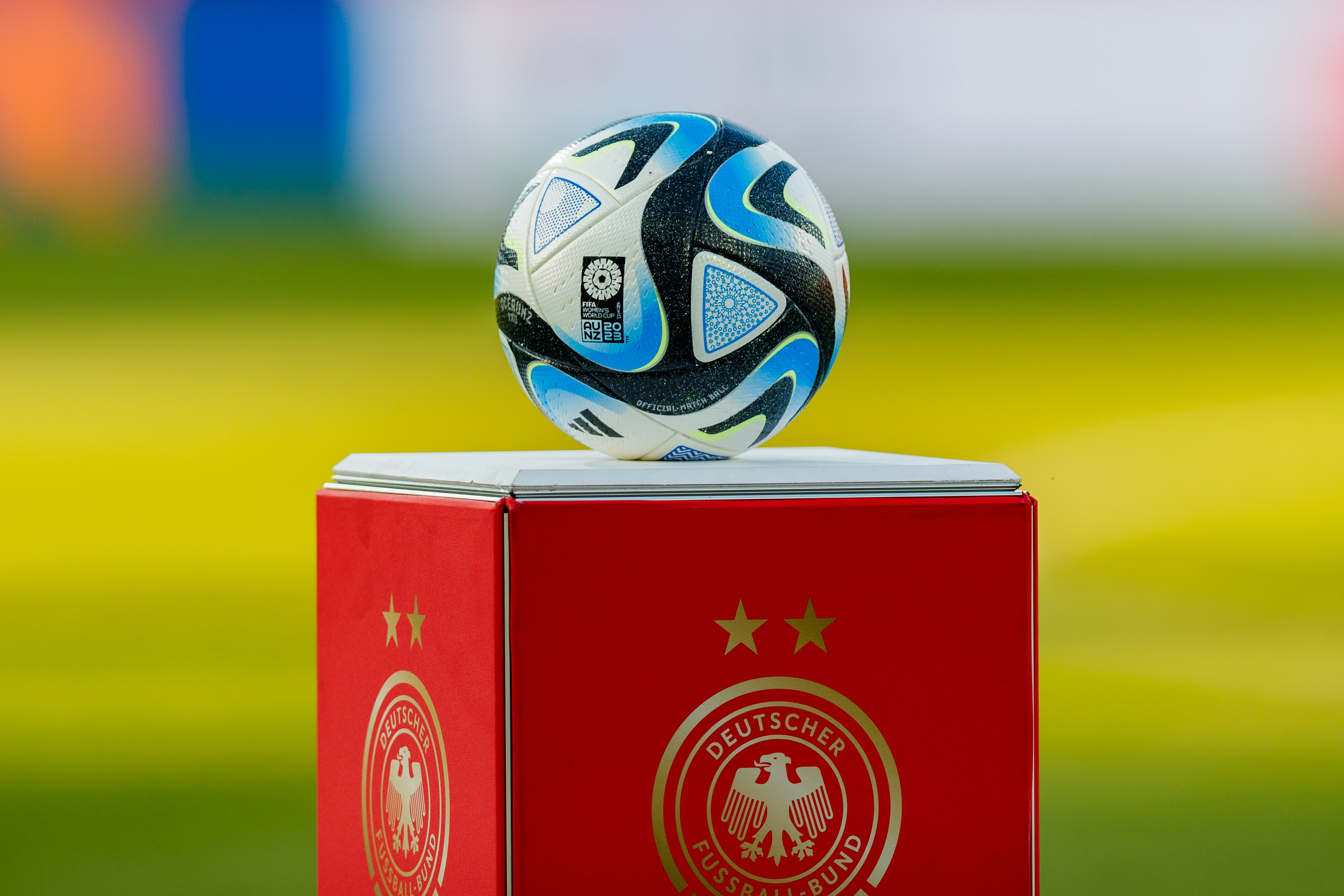
أديداس أوشيونز

كشفت شركة أديداس عن الكرة الرسمية للبطولة في 24 يناير 2023، والتي حملت اسم "أوشيونز" (Oceaunz)، وهو اسم مركّب مستلهم من الموقع الجغرافي للبطولة (أقيانوسيا، أستراليا، نيوزيلندا) باللغة الإنجليزية.
استوحي تصميم الكرة من تنوّع المناظر الطبيعية في أستراليا ونيوزيلندا، متضمّنًا إشارات بصرية إلى الجبال الشاهقة في نيوزيلندا وصلات أستراليا بالمحيط الهندي. وقد زُوّدت الكرة بتقنية الاتصال الذكي المدمج، كما هو الحال في كأس العالم للرجال 2022 في قطر، مما أتاح تزويد حكام الفيديو ببيانات لحظية دقيقة عن الكرة أثناء اللعب. وكانت الكرة قد استُخدمت مسبقًا في كأس العالم تحت 20 سنة 2023.
أما الكرة الخاصة بالمباريات الإقصائية بدءًا من نصف النهائي وحتى المباراة النهائية، فحملت اسم "أوشيونز فاينال برو" (Oceaunz Final Pro)، وكُشف عنها في 14 أغسطس 2023. وتميّزت عن النسخة الأصلية بألوانها البرتقالية والذهبية المستلهمة من غروب الشمس فوق أفق مدينة سيدني، حيث أُقيمت المباراة النهائية.

### الموسيقى
شهدت البطولة اعتماد عدة أعمال موسيقية رسمية، كان أبرزها الأغنية الترويجية الرئيسية "وحدة" (Unity)، من إنتاج منسقة الموسيقى البريطانية كيلي لي أوينز، والتي أُطلقت تزامنًا مع كشف الشعار الرسمي في 28 أكتوبر 2021. تُعد هذه المقطوعة ذات طابع آلي وتتضمن أصواتًا غنائية غير لفظية، وقد عُزفت في فترة الاستراحة بين شوطي كل مباراة. أُطلقت الأغنية الرسمية للبطولة تحت عنوان "إفعلها مجددًا" في 29 يونيو 2023، وقدّمتها المغنية النيوزيلندية بيني بالتعاون مع المغنية الأسترالية مولرات، إلى جانب إصدار فيديو غنائي مخصص لها. كُشف عن المقطوعة الرسمية لمراسم دخول اللاعبين إلى أرض الملعب بعنوان "أحضرها" (Bring it On) في يوليو 2023، وهي تعاون موسيقي بين المغنية الأسترالية تونز آند آي، والمغنية الفرنسية السنغالية ديارا سيلا، والمغنية الأمريكية بيا.
إلى جانب هذه الأعمال الرسمية، أُنتجت مقاطع موسيقية مستقلة بمبادرات تجارية وإعلامية. فعلى سبيل المثال، استخدمت شركة نايكي أغنيتين في حملاتها الدعائية؛ أولاهما "دعها تتمزق" التي صوّرت النجمة ميغان رابينو على هيئة "بطلة أمريكية نموذجية"، والثانية "مثل اللبؤة"، وهي مخصصة لمنتخب إنجلترا ومُؤداة من قِبل مس بانكس، التي سبق لها أداء شارة تغطية بي بي سي لبطولة 2019. كما أصدرت مجموعة موسيقية نسائية مؤلفة خصيصًا للمناسبة، تُدعى "نادي الأمل"، أغنية بعنوان "ناديني لبؤة"، جاءت تكريمًا لمنتخب إنجلترا المعروف بـ"اللبؤات". وتضمّن المشروع أسماء فنية بارزة مثل ميلاني سي، وسِلف إستيم، وأوليفيا دين، وإيلي روسيل (من فرقة وولف أليس)، وشورا، وهي لاعبة كرة قدم سابقة.

## الإجراءات التقدمية

### أعلام وأسماء السكان الأصليين
منذ المراحل الأولى للتخطيط، شدّد الرئيس التنفيذي للاتحاد الأسترالي لكرة القدم، جيمس جونسون، على أهمية إبراز أعلام السكان الأصليين لأستراليا ونيوزيلندا ضمن فعاليات البطولة، باعتبار ذلك تعبيرًا عن الاحترام للهوية الثقافية للمجتمعات الأصلية في الدولتين المضيفتين. وقد تزامنت المناقشات المتعلقة بهذه الأعلام مع تلك التي تناولت شارات قيادة الفرق، بما في ذلك ما يخص دعم حقوق الشعوب الأصلية. وافقت فيفا رسميًا على شارة قيادة تحمل رسالة داعمة لحقوق الشعوب الأصلية في يونيو 2023. اعتُمدت أعلام السكان الأصليين لأستراليا (علم السكان الأصليين الأستراليين وعلم مضيق توريس) بالإضافة إلى علم الماوري النيوزيلندي المعروف بـ"تينو رانغاتيراتانغا" في يوليو 2023. وقد استدعت فترة الانتظار الطويلة للحصول على الموافقة—خاصة بعد اعتماد شارة القيادة—طلب الاتحاد الأسترالي إيضاحات إضافية. وبناءً على توصيات استشارية من ممثلي السكان الأصليين وحكومتي الدولتين المضيفتين، أذنت فيفا برفع هذه الأعلام إلى جانب الأعلام الوطنية الرسمية في جميع الملاعب، وبنفس المكانة الرمزية والمادية. وكان رفع علم السكان الأصليين من قبل المنتخب الأسترالي في مباريات سابقة قد أثار جدلًا في السابق.

علم السكان الأصليين الأستراليين
تينو رانغاتيراتانغا

وفي إطار الاعتراف بأصحاب الأرض الأصليين، استُخدمت أسماء المدن المضيفة بلغاتها الأصلية (لغات السكان الأصليين في أستراليا والماوري في نيوزيلندا) إلى جانب أسمائها الإنجليزية ضمن الهوية البصرية للبطولة.

### مبادرات اللاعبين

#### العمل المناخي
أعلنت مجموعة من 44 لاعبة بقيادة الدنماركية صوفي يونغه بيدرسن، وبتنسيق من مبادرتي "الهدف المشترك" و"كرة القدم من أجل المستقبل"، عن مشروع لمواجهة البصمة الكربونية الناتجة عن رحلات المنتخبات إلى أستراليا ونيوزيلندا في 13 يوليو 2023. وقد تعهّدن بالتبرع لصالح مشاريع لتعزيز القدرة على التكيف المناخي وتعويض الانبعاثات، بالتعاون مع الصندوق العالمي للطبيعة ومنظمة "مساعدة الكنيسة الدنماركية" (DanChurchAid). وباعتبارها ممن دأبن على التبرع لتعويض انبعاثات الرحلات الجوية لفريقها على مدار خمس سنوات، قررت بيدرسن توسيع المبادرة بدعوة زميلاتها في المنتخبات والأندية للمشاركة، استثمارًا في زخم الحدث وتأثيره العالمي. وأكدت بيدرسن وزميلتها الكندية جيسي فليمنغ رغبتهما في إحداث أثر بيئي إيجابي يتجاوز حدود البطولة، معترفتين بأن هذه التبرعات تمثل حلًا جزئيًا لمشكلة آنية، على أمل أن تتبناها كرة القدم العالمية ضمن إصلاحات مناخية أوسع.
طالبت المجموعة الهيئات المنظمة لكرة القدم بإدراج الاعتبارات المناخية معيارًا رئيسيًا في عمليات اختيار الدول المضيفة للبطولات المستقبلية. وقد وُصفت هذه المبادرة بأنها أضخم حملة مناخية تقودها لاعبات في تاريخ كرة القدم، لا سيما وأن المشارِكات يمثلن عددًا من الدول المختلفة. كما تمّت مطابقة تبرعات اللاعبات من قبل جهة ثالثة داعمة.

#### الحركات الشعبية الألمانية
في مبادرة موازية نظّمتها أيضًا "الهدف المشترك"، أعلن منتخب ألمانيا قبيل مباراته الافتتاحية عن التزامه بالتبرع بنسبة 1% من العائدات المضمونة له من فيفا لصالح مبادرتي Futbalo Girls وGirl Power، وهما حركتان شعبيتان معنيتان بتمكين الفتيات والأشخاص غير الثنائيين في كرة القدم على مستوى القاعدة الشعبية.

### شراكة مع هيئة الأمم المتحدة للمرأة
أعلنت هيئة الأمم المتحدة للمرأة في عشية انطلاق البطولة عن إبرام شراكة مع فيفا لدعم أهداف البطولة في تمكين المرأة وتعزيز المساواة بين الجنسين في كرة القدم، والتصدي لمظاهر الإساءة والتمييز داخل الملاعب وخارجها. وتهدف هذه الشراكة إلى تسليط الضوء على قضايا عدم المساواة بين الجنسين خلال البطولة، من خلال حملة مشتركة تدعو العالم إلى الاعتراف بالمساواة الجندرية باعتباره حقًا إنسانيًا أساسيًا، وتطالب بإنهاء العنف ضد النساء والفتيات.

## القضايا والجدل

### النزاعات المؤسسية
شابت بطولة كأس العالم لكرة القدم للسيدات 2023 سلسلة من الجدل والنزاعات، تمحورت في جوهرها حول احتجاجات علنية أبدتها لاعبات من عدة منتخبات وطنية، انتقدن فيها اتحاداتهن المحلية بسبب ما وصفنه بانعدام المهنية، وغياب آليات التفاوض الجماعي، وضعف الاستثمار في تطوير اللعبة النسائية.

#### قرارات "فيفا" المثيرة للجدل
وُجهت انتقادات لاذعة إلى الاتحاد الدولي لكرة القدم على خلفية عدة قرارات أثارت استياءً واسعًا، أبرزها ما يلي:
- سلامة اللاعبات: أعربت عدة أطراف عن قلقها بشأن معايير حماية ورفاهية اللاعبات خلال البطولة.[192][193]
- الرعاية السعودية: أثار إعلان نية فيفا التفاوض مع الهيئة السعودية للسياحة لرعاية البطولة موجة اعتراضات قوية، قادتها لاعبات ومنظمات حقوقية، ما أدى في النهاية إلى التراجع عن الصفقة.[194]
- حقوق البث: انتقدت فيفا المبالغ المالية التي عرضتها "الخمسة الكبار" لشراء حقوق بث البطولة، ووصفتها بأنها لا تعكس القيمة الحقيقية للحدث. إلا أن هذه الانتقادات ارتدت على فيفا نفسها، التي اتُّهمت بالنفاق بسبب نقص التقدير المستمر لكرة القدم النسائية من قبل المؤسسة.[195]
- أنظمة التصفيات: واجهت أنظمة التأهل إلى البطولة انتقادات من منظمة اللاعبين المحترفين الدولية (فيفبرو)، ولا سيما من حيث اعتماد معظم الاتحادات القارية (باستثناء الاتحاد الأوروبي) على البطولات القارية كمسارات وحيدة للتأهل، دون تنظيم تصفيات منفصلة، مما أضر بتكافؤ الفرص والمهنية.[196]

#### جدل شارات القيادة
دخل الاتحاد في مشاورات مطوّلة مع منتخبات السيدات قبيل البطولة، في أعقاب الانتقادات الشديدة التي طالت فيفا بعد حظرها المفاجئ لشارة "حب واحد" قبل انطلاق كأس العالم للرجال 2022 بساعات، . ومع ذلك، حُظر ارتداء شارات "قوس قزح" و"حب واحد" خلال كأس العالم للسيدات، واكتفت فيفا بتوفير شارة بديلة من تصميمها تتضمن شعارات عامة.

#### حادثة لويس روبياليس
أثار الرئيس السابق للاتحاد الإسباني لكرة القدم، لويس روبياليس، موجة غضب واسعة إثر قيامه بتقبيل اللاعبة جيني هيرموسو عنوة خلال مراسم التتويج، في انتهاك صريح للمادة 13 من لائحة الانضباط التابعة للفيفا. ونتيجة لذلك، أصدرت لجنة الانضباط قرارًا يقضي بمنع روبياليس من مزاولة أي نشاط متعلق بكرة القدم على الصعيدين المحلي والدولي لمدة ثلاث سنوات.

### حوادث أمنية

#### إطلاق نار في أوكلاند
شهد وسط مدينة أوكلاند النيوزيلندية حادث إطلاق نار مروّع في صباح يوم افتتاح البطولة، أودى بحياة عدة أشخاص. وقد ألقت هذه المأساة بظلالها القاتمة على انطلاق المونديال. وأكد الاتحاد الأسترالي لكرة القدم أن الحادث لم يكن مرتبطًا بالبطولة.
وقع إطلاق النار بالقرب من فندق "إم سوشيال" الذي كان يُقيم فيه المنتخب النرويجي، المشارك في مباراة الافتتاح أمام نيوزيلندا. وأُلغيت فعاليات مهرجان مشجعي فيفا المقررة في المنطقة المجاورة لموقع الحادث، فيما مُنع المنتخب الإيطالي، الذي كان يقيم في فندق قريب، من مغادرة مقره لأداء التدريبات بسبب الطوق الأمني. وكان مقر إدارة فيفا في نيوزيلندا يقع في المبنى المقابل مباشرة لموقع الهجوم.
أُقيمت لحظات صمت في جميع مباريات اليوم الافتتاحي تكريمًا للضحايا، كما رُفعت أعلام الملاعب نصف سارية وارتدت اللاعبات شارات سوداء. وشهد ملعب إيدن بارك، مسرح المباراة الافتتاحية، تعزيزًا كبيرًا للإجراءات الأمنية لطمأنة الجماهير.
قدّمت قائدة الفريق آلي رايلي تحية مؤثرة لضحايا الحادث عقب فوز نيوزيلندا المفاجئ، قائلة إنهن أردن "تقديم شيء مميز" لبلادهن في ظل هذه اللحظة العصيبة.
شهد الشارع ذاته وسط أوكلاند حادث إطلاق نار منفصل أسفر عن مقتل شخص واحد في 3 أغسطس، ووصفت السلطات الحادث بأنه معزول ولا علاقة له بالبطولة.

#### حريق فندق بولمان
اضطرت بعثة منتخب نيوزيلندا إلى إخلاء مقر إقامتها في فندق بولمان أوكلاند بعد اندلاع حرائق متعمدة في عدة مواقع داخله في مساء 22 يوليو، في واقعة يُشتبه بأنها ناجمة عن هجوم مفتعل. وقد سُمح للبعثة بالعودة إلى الفندق لاحقًا، فيما تلقى أربعة أشخاص علاجًا من استنشاق الدخان.
أكد الاتحاد النيوزيلندي لكرة القدم أن الحادث لا علاقة له بحادث إطلاق النار السابق. وقد رُفّع مستوى الإجراءات الأمنية المحيطة بالفريق، وجرى لاحقًا توقيف رجل بتهمة السطو المتعمّد وإضرام النار عمدًا.

## الملاحظات
1. ↑  كان من المقرر أن تُقام المباراة على ملعب سيدني. إلا أن الفيفا أكدت في أواخر يناير 2023 نقل المباراة إلى ملعب أستراليا، نظرًا للإقبال الكبير على شراء التذاكر.[120]